# AFC Ajax in het seizoen 2011/12
In het seizoen 2011/2012 kwam AFC Ajax uit in de Nederlandse Eredivisie en opende het als regerend landskampioen het nieuwe seizoen met de strijd om de Johan Cruijff Schaal tegen FC Twente. Daarnaast nam de club deel aan de KNVB beker. Daarin werden ze in de 1/8 finale verslagen door AZ. In de wedstrijd braken problemen uit doordat een Ajax supporter, doelman Esteban van AZ belaagde. De wedstrijd werd gestaakt en overgespeeld op 19 januari. In deze tweede wedstrijd werd het 2-3 en ging AZ door naar de kwartfinale. Ook speelde Ajax in poule D van de groepsfase van de UEFA Champions League 2011/12 en nam het deel aan de UEFA Europa League 2011/12. Hierin werd het uitgeschakeld door Manchester United. AFC Ajax werd op woensdag 2 mei 2012 voor de 31ste keer landskampioen van Nederland.

## Wedstrijdverslagen 2011/2012

### Vriendschappelijk 2011/2012
| | |                | | |
| zaterdag 2 juli 2011, 15.00 uur | VV Buitenpost | 0 - 4 (0 - 1)  | AFC Ajax | : Siem de Jong, André Ooijer |
| Sportpark 'de Swadde', Buitenpost 4.500 toeschouwers Scheidsrechter: Marcel Bellinga ASR 1: Menno Hoogterp Vriendschappelijk | |                | '44 Rodney Sneijder '46 Jan-Arie van der Heijden '69 Rodney Sneijder '75 Mats Rits | Opstelling AFC Ajax 1ste helft: Kenneth Vermeer, Daley Blind, Clayton Daniels, Dico Koppers, Theo Janssen, Rodney Sneijder, Miralem Sulejmani, Siem de Jong, Lorenzo Ebecilio, Aras Özbiliz, Ricardo van Rhijn Opstelling AFC Ajax 2de helft: Jeroen Verhoeven, André Ooijer, Vurnon Anita, Geoffrey Castillion, Jody Lukoki, Derk Boerrigter, Mats Rits, Jan-Arie van der Heijden Toegepaste wissels AFC Ajax: '70 Rodney Sneijder Aras Özbiliz '75 Clayton Daniels Ricardo van Rhijn |
| Bijzonderheden: - Aras Özbiliz speelde na de 70ste minuut met rugnummer 14. | |                | | |
| | |                | | |
| woensdag 6 juli 2011, 19.00 uur | AZSV | 0 - 11 (0 - 5) | AFC Ajax | : Maarten Stekelenburg, André Ooijer |
| Sportpark Villekamp, Aalten 4.500 toeschouwers Scheidsrechter: Raimond Smit Vriendschappelijk Trainingskamp De Lutte | |                | '20 Geoffrey Castillion '22 Geoffrey Castillion '24 Derk Boerrigter '27 (p) Theo Janssen '38 Geoffrey Castillion '64 Mats Rits '66 Rodney Sneijder '70 Mats Rits '76 Aras Özbiliz '80 Lorenzo Ebecilio '82 Ricardo Van Rhijn | Opstelling AFC Ajax 1ste helft: Maarten Stekelenburg, Vurnon Anita, Toby Alderweireld, Jan Vertonghen, Daley Blind, Eyong Enoh, Miralem Sulejmani, Theo Janssen, Geoffrey Castillion, Thulani Serero, Derk Boerrigter Opstelling AFC Ajax 2de helft: Kenneth Vermeer, Ricardo Van Rhijn, André Ooijer, Clayton Daniels, Dico Koppers, Jan-Arie van der Heijden,Jody Lukoki, Rodney Sneijder, Aras Özbiliz, Mats Rits, Lorenzo Ebecilio |
| Bijzonderheden: - Maarten Stekelenburg maakte zijn rentree na vier maanden blessureleed | |                | | |
| | |                | | |
| zaterdag 9 juli 2011, 16.00 uur | FC Emmen | 0 - 1 (0 - 0)  | AFC Ajax | : Maarten Stekelenburg |
| Univé Stadion, Emmen 8.600 toeschouwers Scheidsrechter: Jochem Kamphuis Vriendschappelijk Trainingskamp De Lutte | |                | '38 Eyong Enoh '60 André Ooijer | Basisopstelling AFC Ajax: Maarten Stekelenburg, Vurnon Anita, Toby Alderweireld , André Ooijer, Daley Blind, Eyong Enoh, Siem de Jong, Theo Janssen, Miralem Sulejmani, Aras Özbiliz, Lorenzo Ebecilio Reservebank AFC Ajax: Kenneth Vermeer, Ricardo van Rhijn, Dico Koppers, Clayton Daniels, Jan-Arie van der Heijden, Mats Rits, Rodney Sneijder, Thulani Serero, Geoffrey Castillion, Jody Lukoki Toegepaste wissels AFC Ajax: '46 Toby Alderweireld Dico Koppers '46 Eyong Enoh Jan-Arie van der Heijden '63 André Ooijer Clayton Daniels '63 Siem de Jong Mats Rits '63 Theo Janssen Rodney Sneijder '67 Lorenzo Ebecilio Thulani Serero '67 Aras Özbiliz Geoffrey Castillion '67 Miralem Sulejmani Jody Lukoki '84 Vurnon Anita Ricardo van Rhijn                                                                                     |
| Bijzonderheden: - De wedstrijd begon met een minuut stilte vanwege het overlijden van Berry Schepers. De voormalig middenvelder van FC Emmen stierf in de week voorafgaand aan deze wedstrijd op 24-jarige leeftijd aan de gevolgen van kanker. Beide ploegen speelden met rouwbanden. | |                | | |
| | |                | | |
| woensdag 13 juli 2011, 18.30 uur | SSV Jahn Regensburg                                                                                               | 0 - 0 (0 - 0)  | AFC Ajax | : André Ooijer |
| Städtisches Jahnstadion, Regensburg 1.807 Vriendschappelijk Trainingskamp Duitsland | |                | | Basisopstelling AFC Ajax: Kenneth Vermeer, Vurnon Anita, Toby Alderweireld, André Ooijer, Daley Blind, Theo Janssen, Siem De Jong, Rodney Sneijder, Miralem Sulejmani, Aras Özbiliz, Lorenzo Ebecilio Reservebank AFC Ajax: Jeroen Verhoeven, Thulani Serero, Dico Koppers, Eyong Enoh, Jody Lukoki, Jan-Arie Van der Heijden, Geoffrey Castillion, Mats Rits Toegepaste wissels AFC Ajax: '46 Kenneth Vermeer Jeroen Verhoeven '46 Toby Alderweireld Dico Koppers '46 Rodney Sneijder Eyong Enoh '46 Aras Özbiliz Geoffrey Castillion '68 Lorenzo Ebecilio Thulani Serero '73 Siem de Jong Jan-Arie van der Heijden '73 Theo Janssen Mats Rits '78 Miralem Sulejmani Jody Lukoki |
| | |                | | |
| zaterdag 16 juli 2011, 15.00 uur | 1. FC Nürnberg | 2 - 0 (0 - 0)  | AFC Ajax | : Maarten Stekelenburg |
| easyCredit-Stadion, Neurenberg 15.000 toeschouwers Scheidsrechter: Robert Hartmann Vriendschappelijk Trainingskamp Duitsland | Robert Mak 61' Markus Mendler 82'                                                                                 |                | '56 Theo Janssen | Basisopstelling AFC Ajax: Maarten Stekelenburg, Toby Alderweireld, Vurnon Anita, Daley Blind, André Ooijer, Siem de Jong, Theo Janssen, Rodney Sneijder, Lorenzo Ebecilio, Aras Özbiliz, Miralem Sulejmani Reservebank AFC Ajax: Kenneth Vermeer, Dico Koppers, Jan-Arie van der Heijden, Eyong Enoh, Thulani Serero, Nicolai Boilesen, Gregory van der Wiel, Christian Eriksen, Jody Lukoki, Mats Rits, Kolbeinn Sigþórsson Toegepaste wissels AFC Ajax: '16 Siem de Jong Thulani Serero '66 Thulani Serero Christian Eriksen '66 Vurnon Anita Gregory van der Wiel '66 Daley Blind Nicolai Boilesen '77 Rodney Sneijder Mats Rits '77 Aras Özbiliz Kolbeinn Sigþórsson '77 Lorenzo Ebecilio Jody Lukoki |
| Bijzonderheden: - Siem de Jong viel in de eerste helft uit met een bovenbeenblessure. | |                | | |
| | |                | | |
| woensdag 20 juli 2011, 18.30 uur | Brøndby IF | 0 - 3 (0 - 1)  | AFC Ajax | : Theo Janssen |
| Brøndbystadion, Kopenhagen Scheidsrechter: Michael Johansen Vriendschappelijk | |                | '38 Kolbeinn Sigþórsson '54 Thulani Serero '60 Lorenzo Ebecilio | Basisopstelling AFC Ajax: Kenneth Vermeer, Gregory van der Wiel, Toby Alderweireld, Daley Blind, Nicolai Boilesen, Theo Janssen, Thulani Serero, Christian Eriksen, Miralem Sulejmani, Kolbeinn Sigþórsson, Aras Özbiliz Reservebank AFC Ajax: Maarten Stekelenburg, André Ooijer, Lorenzo Ebecilio, Vurnon Anita, Rodney Sneijder, Eyong Enoh, Jody Lukoki Toegepaste wissels AFC Ajax: '46 Nicolai Boilesen André Ooijer '46 Kolbeinn Sigþórsson Lorenzo Ebecilio '60 Gregory van der Wiel Vurnon Anita '60 Christian Eriksen Rodney Sneijder '75 Thulani Serero Eyong Enoh '83 Miralem Sulejmani Jody Lukoki |
| | |                | | |
| zondag 24 juli 2011, 14.30 uur | AFC Ajax | 5 - 1 (1 - 0)  | Club Atlético Independiente | : Maarten Stekelenburg, André Ooijer |
| Amsterdam ArenA, Amsterdam 19.449 toeschouwers Scheidsrechter: Richard Liesveld Lijnrechter: Patrick Langkamp Lijnrechter: Arie Brink Vriendschappelijk | Christian Eriksen 6' Aras Özbiliz 46' Aras Özbiliz 50' Aras Özbiliz 54' Theo Janssen (p) 62' Lorenzo Ebecilio 74' |                | '61 Sergio Ojeda '70 Martin Benitez '80 Jonathan Suarez | Basisopstelling AFC Ajax: Maarten Stekelenburg, Gregory Van der Wiel, Toby Alderweireld, Jan Vertonghen, Nicolai Boilesen, Theo Janssen, Siem De Jong, Christian Eriksen, Miralem Sulejmani, Kolbeinn Sigþórsson, Lorenzo Ebecilio Reservebank AFC Ajax: Kenneth Vermeer, Vurnon Anita, André Ooijer, Daly Blind, Eyong Enoh, Thulani Serero, Rodney Sneijder, Aras Özbiliz Toegepaste wissels AFC Ajax: '46 Maarten Stekelenburg Kenneth Vermeer '46 Gregory van der Wiel Vurnon Anita '46 Jan Vertonghen André Ooijer '46 Nicolai Boilesen Daley Blind '46 Siem de Jong Thulani Serero '46 Christian Eriksen Rodney Sneijder '46 Kolbeinn Sigþórsson Aras Özbiliz '71 Theo Janssen Eyong Enoh |
| Bijzonderheden: - Theo Janssen en Kolbeinn Sigþórsson waren voor het eerst als Ajacied te zien in de Amsterdam Arena. - Theo Janssen miste in de 62ste minuut een strafschop. | |                | | |
| | |                | | |
| dinsdag 9 augustus 2011, 19.30 uur | Almere City FC | 0 - 1 (0 - 1)  | AFC Ajax | : André Ooijer |
| Mitsubishi Forklift-Stadion, Almere Scheidsrechter: Jeroen Abbink Vriendschappelijk | |                | '38 Vurnon Anita | Basisopstelling AFC Ajax: Jeroen Verhoeven, Ruben Ligeon, André Ooijer, Jan-Arie van der Heijden, Ricardo van Rhijn, Eyong Enoh, Vurnon Anita, Rodney Sneijder, Jody Lukoki, Tom Boere, Lorenzo Ebecilio Reservebank AFC Ajax: Warner Hahn, Stefano Denswil, Davy Klaassen, Ricardo Kip, Yener Arıca, Lesly de Sa, Joeri de Kamps Toegepaste wissels AFC Ajax: '60 Jan-Arie van der Heijden Yener Arıca '60 Vurnon Anita Lesly de Sa '60 Tom Boere Stefano Denswil '60 Jody Lukoki Davy Klaassen '70 Eyong Enoh Joeri de Kamps '75 Rodney Sneijder Ricardo Kip |
| | |                | | |
| vrijdag 7 oktober 2011, 14.30 uur | AFC Ajax | 3 - 1 (1 - 0)  | FC Volendam | : Theo Janssen |
| Sportpark De Toekomst, Amsterdam Scheidsrechter: Jeroen Manschot Lijnrechter: Johan Balder Lijnrechter: Roy de Nas Vriendschappelijk | Theo Janssen 38' Jody Lukoki ' Siem de Jong 89'                                                                   |                | '66 Jack Tuyp | Basisopstelling AFC Ajax: Jasper Cillessen, Ruben Ligeon, Ricardo van Rhijn, André Ooijer, Vurnon Anita, Joeri de Kamps, Siem de Jong, Theo Janssen, Miralem Suljemani, Dmitri Boelykin, Lorenzo Ebecilio Reservebank AFC Ajax: Jeroen Verhoeven, Tom Boere, Ricardo Kip, Dico Koppers, Derk Boerrigter, Nicolás Lodeiro, Jody Lukoki Toegepaste wissels AFC Ajax: '38 Lorenzo Ebecilio Jody Lukoki '46 Vurnon Anita Dico Koppers '46 Theo Janssen Nicolás Lodeiro '61 Derk Boerrigter Joeri de Kamps |
| | |                | | |
| vrijdag 11 november 2011, 13.00 uur | AFC Ajax | 3 - 1 (1 - 0)  | Go Ahead Eagles | : Daley Blind |
| Sportpark De Toekomst, Amsterdam Scheidsrechter: Edwin de Graaf Vriendschappelijk | Aras Özbiliz 3' Lorenzo Ebecilio 56' Tom Boere 75'                                                                |                | '65 Patrick Gerritsen | Basisopstelling AFC Ajax: Jasper Cillessen, Ruben Ligeon, Ricardo van Rhijn, Daley Blind, Dico Koppers, Joeri de Kamps, Mats Rits, Thulani Serero, Aras Özbiliz, Dmitri Boelykin, Lorenzo Ebecilio Reservebank AFC Ajax: Jeroen Verhoeven, Ricardo Kip, Tom Boere, Jody Lukoki, Nicolás Lodeiro Toegepaste wissels AFC Ajax: '66 Dmitri Boelykin Tom Boere '87 Lorenzo Ebecilio Jody Lukoki |
| | |                | | |
| zaterdag 6 januari 2012, 14.30 uur | AFC Ajax | 1 - 0 (0 - 0)  | Almere City FC | : Jan Vertonghen, André Ooijer |
| Sportpark De Toekomst, Amsterdam 3.000 toeschouwers Scheidsrechter: Richard Martens Vriendschappelijk | Dmitri Boelykin 88'                                                                                               |                | | Opstelling 1ste helft AFC Ajax: Kenneth Vermeer, Toby Alderweireld, Vurnon Anita, Ruben Ligeon, Jan Vertonghen, Eyong Enoh, Christian Eriksen, Theo Janssen, Derk Boerrigter, Siem de Jong, Miralem Sulejmani Opstelling 2de helft AFC Ajax: Jasper Cillessen, Daley Blind, André Ooijer, Ricardo van Rhijn, Davy Klaassen, Ismaïl Aissati, Dmitri Boelykin, Lorenzo Ebecilio, Nicolás Lodeiro, Aras Özbiliz, Ouasim Bouy Reservebank AFC Ajax: Mats Rits, Thulani Serero |
| | |                | | |
| zaterdag 14 januari 2012, 20.00 uur | SE Palmeiras | 1 - 0 (0 - 0)  | AFC Ajax | : Jan Vertonghen |
| Estádio Palestra Itália, São Paulo 25.000 toeschouwers Scheidsrechter: Ribeiro de Souza Vriendschappelijk | Marcos Assunção 31' Pedro Carmona 90'                                                                             |                | '30 Eyong Enoh '32 Jan Vertonghen '41 Toby Alderweireld '82 Ouasim Bouy | Basisopstelling AFC Ajax: Kenneth Vermeer, Toby Alderweireld, Vurnon Anita, Ruben Ligeon, Jan Vertonghen, Eyong Enoh, Christian Eriksen, Theo Janssen, Siem de Jong, Nicolás Lodeiro, Miralem Sulejmani Reservebank AFC Ajax: Jeroen Verhoeven, Gregory van der Wiel, Derk Boerrigter, Lorenzo Ebecilio, Jasper Cillessen, Daley Blind, Ricardo van Rhijn, Thulani Serero, Aras Özbiliz, André Ooijer, Ouasim Bouy, Ismaïl Aissati, Dmitri Boelykin, Davy Klaassen Toegepaste wissels AFC Ajax: '46 Kenneth Vermeer Jasper Cillessen '46 Vurnon Anita Daley Blind '46 Ruben Ligeon Ricardo van Rhijn '46 Christian Eriksen Thulani Serero '46 Nicilás Lodeiro Aras Özbiliz '60 Toby Alderweireld André Ooijer '60 Theo Janssen Ismaïl Aissati '60 Siem de Jong Ouasim Bouy '60 Miralem Sulejmani Dmitri Boelykin '83 Eyong Enoh Davy Klaassen |

### Johan Cruijff Schaal 2011
| | |               |                                                             | |
| zaterdag 30 juli 2011, 20.00 uur | FC Twente                                                                                                | 2 - 1 (1 - 0) | AFC Ajax                                                    | : Theo Janssen |
| Amsterdam ArenA, Amsterdam 45.000 toeschouwers Scheidsrechter: Pol van Boekel Lijnrechter: Hans ten Hoove Lijnrechter: Jac Schenkels Vierde Official: Reinold Wiedemeijder Johan Cruijff Schaal | Marc Janko (p) 21' Steven Berghuis 42' Steven Berghuis 48' Bryan Ruiz 66' Tim Cornelisse 71' Douglas 75' |               | '20 Theo Janssen '54 Toby Alderweireld '92 Lorenzo Ebecilio | Basisopstelling AFC Ajax: Kenneth Vermeer, Gregory van der Wiel, Toby Alderweireld, Daley Blind, Nicolai Boilesen, Theo Janssen, Siem de Jong, Christian Eriksen, Miralem Sulejmani, Kolbeinn Sigþórsson, Lorenzo Ebecilio Reservebank AFC Ajax: Jeroen Verhoeven, André Ooijer, Eyong Enoh, Thulani Serero, Vurnon Anita, Derk Boerrigter, Rodney Sneijder Toegepaste wissels AFC Ajax: '63 Nicolai Boilesen André Ooijer '66 Kolbeinn Sigþórsson Derk Boerrigter '76 Gregory van der Wiel Vurnon Anita |
| Bijzonderheden: - Theo Janssen, Kolbeinn Sigþórsson en Derk Boerrigter maakten allen hun officiële debuut voor AFC Ajax.                                                                        | |               |                                                             | |

### Testimonial Edwin van der Sar
| |                            |               |                                    | |
| woensdag 3 augustus 2011, 17.45 uur | AFC Ajax D1                | 2 - 2         | Manchester United D1               | |
| Amsterdam ArenA, Amsterdam 52.000 toeschouwers Testimonial 1 | Mees de Wit Ramiz Zerrouki |               | Callum Gribbin (p) Callum Gribbin  | |
| Bijzonderheden: - Deze wedstrijd stond in het teken van het afscheid van voormalig Ajax-doelman Edwin van der Sar, die op 28 mei 2011 een punt achter zijn voetballoopbaan zette. - Manchester United D1-doelman Joe van der Sar is de zoon van Edwin van der Sar. |                            |               |                                    | |
| |                            |               |                                    | |
| woensdag 3 augustus 2011, 18.10 uur | AFC Ajax 1995              | 1 - 0         | Nederlands Elftal 1998             | |
| Amsterdam ArenA, Amsterdam 52.000 toeschouwers Scheidsrechter: Pieter Vink Lijnrechter: Angelo Boonman Lijnrechter: Adriaan Inia Vierde Official: Allard Lindhout Testimonial 2                                                                                    | Marc Overmars              |               |                                    | Coach AFC Ajax 1995: Louis van Gaal Selectie AFC Ajax 1995: Edwin van der Sar, Fred Grim, John van den Brom, Michael Reiziger, Nwankwo Kanu, Finidi George, Patrick Kluivert, Marc Overmars, Frank Rijkaard, Danny Blind, Ronald de Boer, Frank de Boer, Winston Bogarde, Nordin Wooter, Kiki Musampa, Aron Winter Coach Nederlands Elftal 1998: Guus Hiddink Selectie Nederlands Elftal 1998: Ruud Hesp, Wim Jonk, Dennis Bergkamp, André Ooijer, Arthur Numan, Rob Witschge, Richard Witschge, Giovanni van Bronckhorst, Pierre van Hooijdonk, Aron Winter, Boudewijn Zenden, Phillip Cocu, Roy Makaay |
| Bijzonderheden: - Deze wedstrijd stond in het teken van het afscheid van voormalig Ajax-doelman Edwin van der Sar, die op 28 mei 2011 een punt achter zijn voetballoopbaan zette.                                                                                  |                            |               |                                    | |
| |                            |               |                                    | |
| woensdag 3 augustus 2011, 19.05 uur | AFC Ajax                   | 1 - 2 (0 - 0) | Wereldelftal Edwin van der Sar     | |
| Amsterdam ArenA, Amsterdam 52.000 toeschouwers Scheidsrechter: Pieter Vink Lijnrechter: Angelo Boonman Lijnrechter: Adriaan Inia Vierde Official: Allard Lindhout Officiële testimonial                                                                            | Derk Boerrigter 42'        |               | '31 Louis Saha '51 Dennis Bergkamp | Coach AFC Ajax : Frank de Boer Selectie AFC Ajax: Kenneth Vermeer, Gregory van der Wiel, Toby Alderweireld, Daley Blind, Vurnon Anita, Jan-Arie van der Heijden, Theo Janssen, Thulani Serero, Miralem Sulejmani, Siem de Jong, Derk Boerrigter, Jeroen Verhoeven, Eyong Enoh, Christian Eriksen, Kolbeinn Sigþórsson, Lorenzo Ebecilio, Nicolai Boilesen, Rodney Sneijder Coach Wereldelftal Edwin van der Sar: Alex Ferguson Selectie Wereldelftal Edwin van der Sar: Edwin van der Sar, Gary Neville, Rio Ferdinand, Nemanja Vidic, Giovanni van Bronckhorst, Michael Carrick, Dennis Bergkamp, Ryan Giggs, Boudewijn Zenden, Wayne Rooney, Dirk Kuijt, Fred Grim, John Heitinga, Edgar Davids, Phillip Cocu, André Ooijer, Marc Overmars, Louis Saha |
| Bijzonderheden: - Deze wedstrijd stond in het teken van het afscheid van voormalig Ajax-doelman Edwin van der Sar, die op 28 mei 2011 een punt achter zijn voetballoopbaan zette. - De wedstrijd werd gespeeld over 2 × 30 minuten.                                |                            |               |                                    | |

### KNVB Beker 2011/2012

##### Tweede Ronde
| |                      |               |                                                      | |
| woensdag 21 september 2011, 18.45 uur | vv Noordwijk         | 1 - 3 (0 - 1) | AFC Ajax                                             | : Jan Vertonghen |
| Sportpark Duinwetering, Noordwijk 4.500 toeschouwers Scheidsrechter: Ruud Bossen Lijnrechter: Edwin de Vree Lijnrechter: Maurice Hoksbergen Vierde Official: Barry van der Lip Tweede Ronde KNVB beker | Sijbren Bartlema 65' |               | '38 Siem de Jong '56 Dmitri Boelykin '61 Lesly de Sa | Basisopstelling AFC Ajax: Jasper Cillessen, André Ooijer, Toby Alderweireld, Jan Vertonghen, Daley Blind, Thulani Serero, Siem de Jong, Nicolás Lodeiro, Jody Lukoki, Dmitri Boelykin, Aras Özbiliz Reservebank AFC Ajax: Jeroen Verhoeven, Gregory van der Wiel, Ricardo van Rhijn, Theo Janssen, Lesly de Sa, Christian Eriksen, Derk Boerrigter Toegepaste wissels AFC Ajax: '31 Aras Özbiliz Lesly de Sa '65 Toby Alderweireld Ricardo van Rhijn '78 Siem de Jong Christian Eriksen |
| Bijzonderheden: - Aras Özbiliz viel in de 31ste minuut van de wedstrijd uit met een enkelblessure. - Jasper Cillessen, Lesly de Sa en Ricardo van Rhijn maakten allen hun officiële debuut voor AFC Ajax. - Lesly de Sa maakte zijn eerste officiële doelpunt voor AFC Ajax. - Door deze overwinning plaatste AFC Ajax zich voor de volgende ronde van de KNVB Beker. |                      |               |                                                      | |

##### Derde Ronde
| | |               | | |
| woensdag 26 oktober 2011, 20.45 uur | Roda JC                                                                                                 | 2 - 4 (1 - 1) | AFC Ajax | : Jan Vertonghen |
| Parkstad Limburg Stadion, Kerkrade 14.630 toeschouwers Scheidsrechter: Jan Wegereef Lijnrechter: Arie Brink Lijnrechter: Hans Olde Olthof Vierde Official: Dennis Higler Derde Ronde KNVB beker                                             | Mitchell Donald 3' Adil Ramzi 38' Rob Wielaert 55' Jagoš Vuković 60' Mads Junker 65' Sanharib Malki 76' |               | '4 Jan Vertonghen '38 André Ooijer '63 Derk Boerrigter '72 Derk Boerrigter '80 Jan Vertonghen '88 Jan Vertonghen | Basisopstelling AFC Ajax: Jasper Cillessen, Vurnon Anita, Toby Alderweireld, André Ooijer, Jan Vertonghen, Eyong Enoh, Theo Janssen, Siem de Jong, Jody Lukoki, Dmitri Boelykin, Derk Boerrigter Reservebank AFC Ajax: Jeroen Verhoeven, Daley Blind, Gregory van der Wiel, Christian Eriksen, Nicolás Lodeiro, Dico Koppers, Lesly de Sa Toegepaste wissels AFC Ajax: '91 André Ooijer Gregory van der Wiel |
| Bijzonderheden: - Doelman Kenneth Vermeer was geschorst voor deze wedstrijd door zijn verkregen rode kaart in de competitiewedstrijd tegen Feyenoord. - Door deze overwinning plaatste Ajax zich voor de Achtste Finales van de KNVB Beker. | |               | | |

##### Achtste Finale
| |                                   |               | | |
| donderdag 19 januari 2012, 14.30 uur | AFC Ajax                          | 2 - 3 (2 - 2) | AZ                                                                                                  | : Jan Vertonghen |
| Amsterdam ArenA, Amsterdam 22.800 toeschouwers Scheidsrechter: Pol van Boekel Lijnrechter: Rob van der Ven Lijnrechter: Roger Geutjes Vierde Official: Ed Janssen Achtste Finale KNVB Beker, inhaalwedstrijd | Siem de Jong 10' Siem de Jong 37' |               | '24 Maarten Martens '32 Charlison Benschop '36 Niklas Moisander '55 (p) Rasmus Elm '57 Brett Holman | Basisopstelling AFC Ajax: Jasper Cillessen, Ruben Ligeon, Toby Alderweireld, Jan Vertonghen, Vurnon Anita, Eyong Enoh, Theo Janssen, Christian Eriksen, Siem de Jong, Miralem Sulejmani, Ismaïl Aissati Reservebank AFC Ajax: Kenneth Vermeer, André Ooijer, Daley Blind, Thulani Serero, Aras Özbiliz, Dmitri Boelykin, Nicolás Lodeiro Toegepaste wissels AFC Ajax: '70 Theo Janssen Aras Özbiliz '83 Siem de Jong Dmitri Boelykin |
| Bijzonderheden: - Deze wedstrijd werd gespeeld op 21 december 2011, maar in de 36ste minuut van de wedstrijd werd bij een 1-0-voorsprong voor AFC Ajax de wedstrijd gestaakt vanwege het aanvallen van AZ-doelman Esteban door een Ajax-supporter. Esteban deelde na de aanval twee rake schoppen uit aan de supporter, waardoor hij een rode kaart ontving van scheidsrechter Bas Nijhuis. Daarop besloot AZ-trainer Gert-Jan Verbeek zijn team van het veld te halen en weigerde AZ de wedstrijd uit te spelen. De KNVB besliste uiteindelijk dat de wedstrijd volledig moest worden overgespeeld en dat het doelpunt en de gegeven kaarten kwamen te vervallen. Vanwege de problemen rondom de oorspronkelijke bekerwedstrijd besliste de KNVB tevens dat deze inhaalwedstrijd gespeeld zou worden voor een publiek dat hoofdzakelijk bestond uit kinderen tot twaalf jaar, met per zes kinderen één begeleider. Hiervoor werden basisscholen in een straal van tien kilometer rondom Amsterdam uitgenodigd. - Door deze nederlaag werd AFC Ajax uitgeschakeld in de KNVB beker. |                                   |               | | |

### UEFA Champions League 2011/2012

#### Groepsfase
| | |               |                                                                            | |
| woensdag 14 september 2011, 20.45 uur | AFC Ajax | 0 - 0 (0 - 0) | Olympique Lyonnais                                                         | : Jan Vertonghen |
| Amsterdam ArenA, Amsterdam 49.504 toeschouwers Scheidsrechter: Wolfgang Stark Lijnrechter: Jan-Hendrik Salver Lijnrechter: Mike Pickel Vierde Official: Marco Fritz Doellijnrechter: Babak Rafati Doellijnrechter: Robert Hartmann Groepsfase UEFA Champions League Wedstrijddag 1               | |               | '55 Kim Källström '66 Dejan Lovren '75 Bafétimbi Gomis                     | Basisopstelling AFC Ajax: Kenneth Vermeer, Gregory van der Wiel, Toby Alderweireld, Jan Vertonghen, Miralem Sulejmani, Christian Eriksen, Kolbeinn Sigþórsson, Siem de Jong, Nicolai Boilesen, Theo Janssen, Derk Boerrigter Reservebank AFC Ajax: Jasper Cillessen, Vurnon Anita, Eyong Enoh, Lorenzo Ebecilio, André Ooijer, Daley Blind, Dmitri Boelykin Toegepaste wissels AFC Ajax: '70 Theo Janssen Vurnon Anita '81 Kolbeinn Sigþórsson Dmitri Boelykin '85 Miralem Sulejmani Lorenzo Ebecilio |
| Bijzonderheden: - Davy Klaassen maakte zijn officiële debuut voor AFC Ajax. | |               |                                                                            | |
| | |               |                                                                            | |
| dinsdag 27 september 2011, 20.45 uur | Real Madrid CF | 3 - 0 (2 - 0) | AFC Ajax                                                                   | : Jan Vertonghen |
| Estadio Santiago Bernabéu, Madrid 70.320 toeschouwers Scheidsrechter: Mark Clattenburg Lijnrechter: Stephen Child Lijnrechter: Simon Beck Vierde Official: Lee Stephen Mason Doellijnrechter: Kevin Friend Doellijnrechter: Andre Marriner Groepsfase UEFA Champions League Wedstrijddag 2       | Ricardo Carvalho 19' Cristiano Ronaldo 25' Kaká 41' Karim Benzema 49'                                              |               |                                                                            | Basisopstelling AFC Ajax: Kenneth Vermeer, Gregory van der Wiel, Toby Alderweireld, Jan Vertonghen, Vurnon Anita, Theo Janssen, Siem de Jong, Christian Eriksen, Miralem Sulejmani, Derk Boerrigter, Kolbeinn Sigþórsson Reservebank AFC Ajax: Jasper Cillessen, André Ooijer, Daley Blind, Thulani Serero, Eyong Enoh, Lorenzo Ebecilio, Dmitri Boelykin Toegepaste wissels AFC Ajax: '51 Theo Janssen Eyong Enoh '71 Miralem Sulejmani Lorenzo Ebecilio '83 Derk Boerrigter Thulani Serero          |
| | |               |                                                                            | |
| dinsdag 18 oktober 2011, 20.45 uur | Dinamo Zagreb | 0 - 2 (0 - 0) | AFC Ajax                                                                   | : Jan Vertonghen |
| Maksimir Stadion, Zagreb 25.714 toeschouwers Scheidsrechter: Manuel Gräfe Lijnrechter: Markus Haecker Lijnrechter: Guide Kleve Vierde Official: Guide Winkmann Doellijnrechter: Babak Rafati Doellijnrechter: Peter Sippel Groepsfase UEFA Champions League Wedstrijddag 3                       | Domagoj Vida 13' Adrián Calello 26' Luis Ezequiel Ibáñez 47' Sammir 60' Josip Šimunić 76' Ivan Tomecak 86'         |               | '48 Derk Boerrigter '49 Derk Boerrigter '90 Christian Eriksen              | Basisopstelling AFC Ajax: Kenneth Vermeer, Gregory van der Wiel, Toby Alderweireld, Jan Vertonghen, Vurnon Anita, Eyong Enoh, Theo Janssen, Christian Eriksen, Miralem Sulejmani, Siem de Jong, Derk Boerrigter Reservebank AFC Ajax: Jasper Cillessen, André Ooijer, Daley Blind, Dmitri Boelykin, Nicolás Lodeiro, Jody Lukoki, Dico Koppers Toegepaste wissels AFC Ajax: '70 Derk Boerrigter Dmitri Boelykin '93 Christian Eriksen Nicolás Lodeiro                                                 |
| Bijzonderheden: - Door deze overwinning staat Ajax nu tweede in de poule en houdt het uitzicht op overwintering in de UEFA Champions League | |               |                                                                            | |
| | |               |                                                                            | |
| woensdag 2 november 2011, 20.45 uur | AFC Ajax | 4 - 0 (2 - 0) | Dinamo Zagreb                                                              | : Jan Vertonghen |
| Amsterdam ArenA, Amsterdam 49.707 toeschouwers Scheidsrechter: Martin Atkinson Lijnrechter: Michael Mullarkey Lijnrechter: Peter Kirkup Vierde Official: Lee Probert Doellijnrechter: André Marriner Doellijnrechter: Mark Clattenburg Groepsfase UEFA Champions League Wedstrijddag 4           | Vurnon Anita 7' Eyong Enoh 14' Gregory van der Wiel 20' Miralem Sulejmani 25' Siem de Jong 65' Nicolás Lodeiro 92' |               | '26 Adrián Calello '64 Domagoj Vida '85 Luis Ezequiel Ibáñez               | Basisopstelling AFC Ajax: Kenneth Vermeer, Gregory van der Wiel, Toby Alderweireld, Jan Vertonghen, Vurnon Anita, Christian Eriksen, Eyong Enoh, Theo Janssen, Miralem Sulejmani, Siem de Jong, Derk Boerrigter Reservebank AFC Ajax: Jasper Cillessen, André Ooijer, Daley Blind, Lorenzo Ebecilio, Nicolás Lodeiro, Dmitri Boelykin, Jody Lukoki Toegepaste wissels AFC Ajax: '72 Miralem Sulejmani Jody Lukoki '77 Derk Boerrigter Lorenzo Ebeciliobr '80 Christian Eriksen Nicolás Lodeiro        |
| Bijzonderheden: - Door deze overwinning is Ajax in elk geval zeker van Europese overwintering. - Jody Lukoki maakte in de 72ste minuut zijn debuut in de UEFA Champions League. | |               |                                                                            | |
| | |               |                                                                            | |
| dinsdag 22 november 2011, 20.45 uur | Olympique Lyonnais                                                                                                 | 0 - 0 (0 - 0) | AFC Ajax                                                                   | : Jan Vertonghen |
| Stade de Gerland, Lyon 36.000 toeschouwers Scheidsrechter: Jonas Eriksson Lijnrechter: Stefan Wittberg Lijnrechter: Mathias Klasenius Vierde Official: Martin Strömbergsson Doellijnrechter: Stefan Johannesson Doellijnrechter: Tobias Mattsson Groepsfase UEFA Champions League Wedstrijddag 5 | Anthony Réveillère 56' Cris 69'                                                                                    |               | '32 Eyong Enoh '56 Theo Janssen                                            | Basisopstelling AFC Ajax: Kenneth Vermeer, Gregory van der Wiel, Toby Alderweireld, Jan Vertonghen, Vurnon Anita, Eyong Enoh, Theo Janssen, Christian Eriksen, Miralem Sulejmani, Nicolás Lodeiro, Lorenzo Ebecilio Reservebank AFC Ajax: Jasper Cillessen, Daley Blind, Lesly de Sa, Davy Klaassen, Dico Koppers, Thulani Serero, Jody Lukoki Toegepaste wissels AFC Ajax: '66 Gregory van der Wiel Daley Blind '85 Lorenzo Ebecilio Davy Klaassen '88 Nicolás Lodeiro Jody Lukoki                   |
| Bijzonderheden: - Dmitri Boelykin maakte zijn officiële debuut voor AFC Ajax. | |               |                                                                            | |
| | |               |                                                                            | |
| woensdag 7 december 2011, 20.45 uur | AFC Ajax | 0 - 3 (0 - 2) | Real Madrid CF                                                             | : Jan Vertonghen |
| Amsterdam ArenA, Amsterdam 51.557 toeschouwers Scheidsrechter: Manuel de Sousa Lijnrechter: Bertinho Miranda Lijnrechter: João Santos Vierde Official: Rui Costa Doellijnrechter: Artur Soares Dias Doellijnrechter: Carlos Xistra Groepsfase UEFA Champions League Wedstrijddag 6               | Jan Vertonghen 37'                                                                                                 |               | '14 José Callejón '41 Gonzalo Higuaín '58 Álvaro Arbeloa '92 José Callejón | Basisopstelling AFC Ajax: Kenneth Vermeer, Gregory van der Wiel, Jan Vertonghen, Daley Blind, Vurnon Anita, Eyong Enoh, Christian Eriksen, Theo Janssen, Miralem Sulejmani, Nicolás Lodeiro, Lorenzo Ebecilio Reservebank AFC Ajax: Jasper Cillessen, Davy Klaassen, Dmitri Boelykin, Thulani Serero, Ruben Ligeon, Ricardo van Rhijn, Aras Özbiliz Toegepaste wissels AFC Ajax: '74 Nicolás Lodeiro Dmitri Boelykin '76 Theo Janssen Davy Klaassen                                                   |
| Bijzonderheden: - In de eerste helft werden 2 doelpunten van Ajax onterecht afgekeurd vanwege buitenspel. - Door deze nederlaag en de ruime 7 - 1 overwinning van Olympique Lyonnais op Dinamo Zagreb speelt Ajax na de winter verder in de UEFA Europa League.                                  | |               |                                                                            | |

###### Eindstand Poule D UEFA Champions League 2011 / 2012
| #  | Club                   | GS | W | G | V | DV | DT | DS  | P  |
| -- | ---------------------- | -- | - | - | - | -- | -- | --- | -- |
| 1. | Real Madrid CF (*)     | 6  | 6 | 0 | 0 | 19 | 2  | +17 | 18 |
| 2. | Olympique Lyonnais (*) | 6  | 2 | 2 | 2 | 9  | 7  | +2  | 8  |
| 3. | AFC Ajax (+)           | 6  | 2 | 2 | 2 | 6  | 6  | 0   | 8  |
| 4. | Dinamo Zagreb          | 6  | 0 | 0 | 6 | 3  | 22 | −19 | 0  |

- (*) Geplaatst voor de Knock-outronde van de UEFA Champions League.
- (+) Geplaatst voor de 2de ronde van de UEFA Europa League.

### UEFA Europa League 2011/2012

#### Tweede Ronde
| |                                                |               |                                                         | |
| donderdag 16 februari 2012, 19:00 uur | AFC Ajax                                       | 0 - 2 (0 - 0) | Manchester United FC                                    | : Jan Vertonghen |
| Amsterdam ArenA, Amsterdam 48.966 toeschouwers Scheidsrechter: Gianluca Rocchi Lijnrechter: Andrea Stefani Lijnrechter: Gianluca Cariolato Vierde Official: Andrea Gervasoni Doellijnrechter: Christian Brighi Doellijnrechter: Gabriele Gava Tweede Ronde UEFA Europa League Heenwedstrijd | Siem de Jong 54' Toby Alderweireld 87'         |               | '52 Fábio '59 Ashley Young '85 Javier Hernández         | Basisopstelling AFC Ajax: Kenneth Vermeer, Vurnon Anita, Toby Alderweireld, Jan Vertonghen, Dico Koppers, Ismaïl Aissati, Siem de Jong, Christian Eriksen, Miralem Sulejmani, Dmitri Boelykin, Aras Özbiliz Reservebank AFC Ajax: Jasper Cillessen, Daley Blind, Ricardo van Rhijn, Nicolai Boilesen, Jody Lukoki, Nicolás Lodeiro, Thulani Serero Toegepaste wissels AFC Ajax: '60 Dmitri Boelykin Ricardo van Rhijn '63 Dico Koppers Nicolai Boilesen '79 Aras Özbiliz Jody Lukoki |
| |                                                |               |                                                         | |
| donderdag 23 februari 2012, 21:05 uur | Manchester United FC                           | 1 - 2 (1 - 1) | AFC Ajax                                                | : Jan Vertonghen |
| Old Trafford, Manchester 67.328 toeschouwers Scheidsrechter: Damir Skomina Lijnrechter: Primož Arhar Lijnrechter: Matej Žunič Vierde Official: Roberto Ponis Doellijnrechter: Matej Jug Doellijnrechter: Slavko Vinčić Tweede Ronde UEFA Europa League Terugwedstrijd                       | Javier Hernández 6' Rafael 29' Jonny Evans 89' |               | '37 Aras Özbiliz '62 Siem de Jong '87 Toby Alderweireld | Basisopstelling AFC Ajax: Kenneth Vermeer, Ricardo van Rhijn, Toby Alderweireld, Jan Vertonghen, Dico Koppers, Siem de Jong, Vurnon Anita, Christian Eriksen, Aras Özbiliz, Nicolás Lodeiro, Miralem Sulejmani Reservebank AFC Ajax: Jasper Cillessen, Daley Blind, Davy Klaassen, Thulani Serero, André Ooijer, Lorenzo Ebecilio, Ismaïl Aissati Toegepaste wissels AFC Ajax: '46 Dico Koppers Davy Klaassen '60 Christian Eriksen Thulani Serero '79 Nicolás Lodeiro Daley Blind   |
| Bijzonderheden: - Ondanks deze 2 - 1 overwinning is AFC Ajax over 2 wedstrijden uitgeschakeld in de UEFA Europa League. - AFC Ajax is door deze overwinning de eerste Nederlandse club in de geschiedenis van Europees voetbal die een wedstrijd wist te winnen op Old Trafford.            |                                                |               |                                                         | |

### Nederlandse Eredivisie 2011/2012
| | |               | | |
| zondag 7 augustus 2011, 14.30 uur | De Graafschap | 1 - 4 (1 - 2) | AFC Ajax | : Theo Janssen |
| De Vijverberg, Doetinchem 12.459 toeschouwers Scheidsrechter: Bas Nijhuis Lijnrechter: Ruud Bexkens Lijnrechter: Frank Jansen Vierde Official: Maarten Ketting Speelronde 1 Nederlandse Eredivisie | Ted van de Pavert 15' Gregor Breinburg 38' Ted van de Pavert 53' Rogier Meijer 70'                                                                         |               | '21 Miralem Sulejmani '31 Derk Boerrigter '33 (p) Siem de Jong '62 Miralem Sulejmani '65 Theo Janssen                                                      | Basisopstelling AFC Ajax: Kenneth Vermeer, Gregory van der Wiel, Toby Alderweireld, Daley Blind, Nicolai Boilesen, Theo Janssen, Christian Eriksen, Siem de Jong, Derk Boerrigter, Kolbeinn Sigþórsson, Miralem Sulejmani Reservebank AFC Ajax: Jeroen Verhoeven, André Ooijer, Vurnon Anita, Eyong Enoh, Thulani Serero, Rodney Sneijder, Lorenzo Ebecilio Toegepaste wissels AFC Ajax: '46 Siem de Jong Vurnon Anita '69 Kolbeinn Sigþórsson Thulani Serero '76 Nicolai Boilesen André Ooijer              |
| Bijzonderheden: - Thulani Serero maakte zijn officiële debuut voor AFC Ajax. - Derk Boerrigter en Theo Janssen maakten beide hun eerste officiële doelpunt voor AFC Ajax. - Siem de Jong miste in de 33ste minuut van de wedstrijd een penalty. | |               | | |
| | |               | | |
| zondag 14 augustus 2011, 14.30 uur | AFC Ajax | 5 - 1 (2 - 1) | Sc Heerenveen | : Theo Janssen |
| Amsterdam ArenA, Amsterdam 48.820 toeschouwers Scheidsrechter: Richard Liesveld Lijnrechter: Charl Schaap Lijnrechter: Hans Olde Olthof Vierde Official: Dennis Higler Speelronde 2 Nederlandse Eredivisie | Kolbeinn Sigþórsson 38' Toby Alderweireld 42' Derk Boerrigter 51' Theo Janssen 69' Miralem Sulejmani 74' Gregory van der Wiel 93'                          |               | '39 Bas Dost '40 Bas Dost '80 Michal Švec | Basisopstelling AFC Ajax: Kenneth Vermeer, Gregory van der Wiel, Toby Alderweireld, Daley Blind, Vurnon Anita, Siem de Jong, Theo Janssen, Christian Eriksen, Miralem Sulejmani, Kolbeinn Sigþórsson, Derk Boerrigter Reservebank AFC Ajax: Jeroen Verhoeven, Nicolai Boilesen, Eyong Enoh, Lorenzo Ebecilio, André Ooijer, Thulani Serero, Rodney Sneijder Toegepaste wissels AFC Ajax: '59 Christian Eriksen Thulani Serero '69 Kolbeinn Sigþórsson Eyong Enoh '75 Derk Boerrigter Lorenzo Ebecilio        |
| Bijzonderheden: - De Amsterdam ArenA bestond deze dag precies 15 jaar. - Kolbeinn Sigþórsson maakte in de 38ste minuut zijn eerste officiële doelpunt voor AFC Ajax. | |               | | |
| | |               | | |
| zondag 21 augustus 2011, 14.30 uur | VVV-Venlo | 2 - 2 (0 - 0) | AFC Ajax | : Jan Vertonghen |
| Seacon Stadion - De Koel -, Venlo 8.000 toeschouwers Scheidsrechter: Ruud Bossen Lijnrechter: Edwin de Vree Lijnrechter: Rob Meenhuis Vierde Official: Jeroen Abbink Speelronde 3 Nederlandse Eredivisie | Ahmed Musa 47' Ahmed Musa 60' Bryan Linssen 67' |               | '68 Theo Janssen '69 Kolbeinn Sigþórsson '81 Jan Vertonghen                                                                                                | Basisopstelling AFC Ajax: Kenneth Vermeer, Gregory van der Wiel, Toby Alderweireld, Jan Vertonghen, Daley Blind, Theo Janssen, Christian Eriksen, Siem de Jong, Miralem Sulejmani, Kolbeinn Sigþórsson, Derk Boerrigter Reservebank AFC Ajax: Jeroen Verhoeven, André Ooijer, Nicolai Boilesen, Vurnon Anita, Nicolás Lodeiro, Thulani Serero, Lorenzo Ebecilio, Toegepaste wissels AFC Ajax: '62 Miralem Sulejmani Thulani Serero '66 Daley Blind Vurnon Anita '81 Derk Boerrigter Lorenzo Ebecilio         |
| | |               | | |
| vrijdag 26 augustus 2011, 20.00 uur | AFC Ajax | 4 - 1 (0 - 0) | Vitesse | : Jan Vertonghen |
| Amsterdam ArenA, Amsterdam 50.472 toeschouwers Scheidsrechter: Jan Wegereef Lijnrechter: Patrick Langkamp Lijnrechter: Rob Meenhuis Vierde Official: Rogier Honig Speelronde 4 Nederlandse Eredivisie | Christian Eriksen 53' Derk Boerrigter 62' Kolbeinn Sigþórsson 63' Kolbeinn Sigþórsson 71'                                                                  |               | '74 Davy Pröpper '89 Alexander Büttner | Basisopstelling AFC Ajax: Kenneth Vermeer, Gregory van der Wiel, Toby Alderweireld, Jan Vertonghen, Vurnon Anita, Theo Janssen, Christian Eriksen, Siem de Jong, Miralem Sulejmani, Kolbeinn Sigþórsson, Derk Boerrigter Reservebank AFC Ajax: Jeroen Verhoeven, André Ooijer, Nicolai Boilesen, Daley Blind, Nicolás Lodeiro, Thulani Serero, Lorenzo Ebecilio, Toegepaste wissels AFC Ajax: '71 Vurnon Anita Nicolai Boilesen '72 Kolbeinn Sigþórsson Thulani Serero '76 Christian Eriksen Nicolás Lodeiro |
| | |               | | |
| zaterdag 10 september 2011, 20.45 uur | Heracles Almelo | 2 - 3 (1 - 1) | AFC Ajax | : Jan Vertonghen |
| Polman Stadion, Almelo 8.500 toeschouwers Scheidsrechter: Pol van Boekel Lijnrechter: Angelo Boonman Lijnrechter: Bas van Dongen Vierde Official: Jochem Kamphuis Speelronde 5 Nederlandse Eredivisie | Willy Overtoom 31' Mark Looms 37' Tim Breukers 45' Glynor Plet 89'                                                                                         |               | '45 Siem de Jong '57 Miralem Sulejmani '64 Siem de Jong '81 Miralem Sulejmani '92 Lorenzo Ebecilio                                                         | Basisopstelling AFC Ajax: Kenneth Vermeer, Gregory van der Wiel, Toby Alderweireld, Jan Vertonghen, Nicolai Boilesen, Siem de Jong, Christian Eriksen, Theo Janssen, Miralem Sulejmani, Kolbeinn Sigþórsson, Derk Boerrigter Reservebank AFC Ajax: Jasper Cillessen, Vurnon Anita, Eyong Enoh, Lorenzo Ebecilio ,André Ooijer, Daley Blind, Dmitri Boelykin Toegepaste wissels AFC Ajax: '66 Derk Boerrigter Lorenzo Ebecilio '71 Theo Janssen Vurnon Anita '82 Kolbeinn Sigþórsson Eyong Enoh               |
| Bijzonderheden: - Derk Boerrigter viel in de 66ste minuut van de wedstrijd geblesseerd uit. Lorenzo Ebecilio was zijn vervanger. | |               | | |
| | |               | | |
| zondag 18 september 2011, 12.30 uur | PSV | 2 - 2 (1 - 1) | AFC Ajax | : Jan Vertonghen |
| Philips Stadion, Eindhoven 33.000 toeschouwers Scheidsrechter: Björn Kuipers Lijnrechter: Erwin Zeinstra Lijnrechter: Nicky Simons Vierde Official: Ed Janssen Speelronde 6 Nederlandse Eredivisie | Tim Matavž 2' Georginio Wijnaldum (p) 55' Georginio Wijnaldum 69'                                                                                          |               | '45 Kolbeinn Sigþórsson '49 Eyong Enoh '58 Jan Vertonghen '69 Theo Janssen '79 Dmitri Boelykin                                                             | Basisopstelling AFC Ajax: Kenneth Vermeer, Gregory van der Wiel, Toby Alderweireld, Jan Vertonghen, Nicolai Boilesen, Vurnon Anita, Theo Janssen, Christian Eriksen, Siem de Jong, Kolbeinn Sigþórsson, Derk Boerrigter Reservebank AFC Ajax: Jasper Cillessen, André Ooijer, Thulani Serero, Eyong Enoh, Daley Blind, Jody Lukoki, Dmitri Boelykin Toegepaste wissels AFC Ajax: '18 Nicolai Boilesen Eyong Enoh '62 Kolbeinn Sigþórsson Dmitri Boelykin '68 Vurnon Anita Eyong Enoh                         |
| Bijzonderheden: - Nicolai Boilesen moest al in de 18de minuut noodgedwongen verlaten met een hamstringblessure. - In de eerste helft lag het spel 15 minuten stil door een zware hoofdblessure van PSV-doelman Przemysław Tytoń, die hij opliep na een botsing met verdediger Timothy Derijck. Na minutenlang te zijn verzorgd op het veld werd hij naar het ziekenhuis vervoerd. - Dmitri Boelykin maakte zijn eerste officiële doelpunt voor AFC Ajax.                       | |               | | |
| | |               | | |
| zaterdag 24 september 2011, 20.45 uur | AFC Ajax | 1 - 1 (1 - 0) | FC Twente | : Jan Vertonghen |
| Amsterdam ArenA, Amsterdam 51.541 toeschouwers Scheidsrechter: Pieter Vink Lijnrechter: Nicky Siebert Lijnrechter: Patrick Langkamp Vierde Official: Richard Liesveld Speelronde 7 Nederlandse Eredivisie | Miralem Sulejmani 10' |               | '87 Luuk de Jong '91 Roberto Rosales | Basisopstelling AFC Ajax: Kenneth Vermeer, Gregory van der Wiel, Toby Alderweireld, Jan Vertonghen, Vurnon Anita, Theo Janssen, Christian Eriksen, Siem de Jong, Derk Boerrigter, Miralem Sulejmani, Kolbeinn Sigþórsson Reservebank AFC Ajax: Jasper Cillessen, André Ooijer, Eyong Enoh, Thulani Serero, Daley Blind, Dmitri Boelykin, Loranzo Ebecilio Toegepaste wissels AFC Ajax: '63 Miralem Sulejmani Eyong Enoh '81 Kolbeinn Sigþórsson Dmitri Boelykin                                              |
| Bijzonderheden: - In de eerste helft werd een zuiver doelpunt van Jan Vertonghen afgekeurd vanwege buitenspel. | |               | | |
| | |               | | |
| zondag 2 oktober 2011, 14.30 uur | FC Groningen | 1 - 0 (0 - 0) | AFC Ajax | : Jan Vertonghen |
| Euroborg, Groningen 21.000 toeschouwers Scheidsrechter: Richard Liesveld Lijnrechter: Rob Meenhuis Lijnrechter: Wijnand Rutgers Vierde Official: Jeroen Sanders Speelronde 8 Nederlandse Eredivisie | Tim Sparv 10' Maikel Kieftenbelt 11' Johan Kappelhof 44' Dušan Tadić 55' Leandro Bacuna (p) 62' Kees Kwakman 66' Thomas Enevoldsen 93'                     |               | '61 Gregory van der Wiel | Basisopstelling AFC Ajax: Kenneth Vermeer, Gregory van der Wiel, Toby Alderweireld, Jan Vertonghen, Vurnon Anita, Siem de Jong, Theo Janssen, Christian Eriksen, Miralem Sulejmani, Kolbeinn Sigþórsson, Derk Boerrigter Reservebank AFC Ajax: Jasper Cillessen, André Ooijer, Eyong Enoh, Daley Blind, Dmitri Boelykin, Lorenzo Ebecilio, Nicolás Lodeiro Toegepaste wissels AFC Ajax: '19 Kolbeinn Sigþórsson Dmitri Boelykin '65 Dmitri Boelykin André Ooijer '80 Derk Boerrigter Lorenzo Ebecilio        |
| Bijzonderheden: - Theo Janssen speelt vandaag zijn 300ste wedstrijd in de Eredivisie. - Kolbeinn Sigþórsson viel in de 19de minuut uit met een enkelblessure. Dmitri Boelykin was zijn vervanger. - Na 7 wedstrijden ongeslagen te zijn, verloor Ajax dit seizoen voor het eerst. | |               | | |
| | |               | | |
| zaterdag 15 oktober 2011, 18.45 uur | AFC Ajax | 2 - 2 (0 - 2) | AZ | : Jan Vertonghen |
| Amsterdam ArenA, Amsterdam 51.585 toeschouwers Scheidsrechter: Björn Kuipers Lijnrechter: Sander van Roekel Lijnrechter: Erwin Zeinstra Vierde Official: Danny Makkelie Speelronde 9 Nederlandse Eredivisie | Eyong Enoh 43' André Ooijer 44' Miralem Sulejmani (p) 47' Eyong Enoh 70' Theo Janssen 70' Vurnon Anita 79' Theo Janssen 82'                                |               | '14 Brett Holman '22 Roy Beerens '29 Niklas Moisander '35 Brett Holman '47 Dirk Marcellis '89 Adam Maher                                                   | Basisopstelling AFC Ajax: Kenneth Vermeer, Toby Alderweireld, André Ooijer, Jan Vertonghen, Vurnon Anita, Eyong Enoh, Christian Eriksen, Theo Janssen, Derk Boerrigter, Siem de Jong, Miralem Sulejmani Reservebank AFC Ajax: Jasper Cillessen, Ruben Ligeon, Dmitri Boelykin, Nicolás Lodeiro, Dico Koppers, Daley Blind, Jody Lukoki Toegepaste wissels AFC Ajax: '46 André Ooijer Ruben Ligeon '67 Kenneth Vermeer Jasper Cillessen '80 Christian Eriksen Dmitri Boelykin                                 |
| Bijzonderheden: - Gregory van der Wiel was deze wedstrijd geschorst door zijn gekregen rode kaart in de wedstrijd tegen FC Groningen. - Kenneth Vermeer viel in de 67ste minuut geblesseerd uit. Jasper Cillessen was zijn vervanger. - Eyong Enoh werd in de 70ste minuut na zijn tweede gele en dus rode kaart van het veld gestuurd. - Ruben Ligeon maakte zijn officiële debuut voor AFC Ajax.                                                                             | |               | | |
| | |               | | |
| zondag 23 oktober 2011, 12.30 uur | AFC Ajax | 1 - 1 (0 - 0) | Feyenoord | : Jan Vertonghen |
| Amsterdam ArenA, Amsterdam 52.316 toeschouwers Scheidsrechter: Bas Nijhuis Lijnrechter: Berry Simons Lijnrechter: Adriaan Inia Vierde Official: Ed Janssen Speelronde 10 Nederlandse Eredivisie | Toby Alderweireld 32' Kenneth Vermeer 64' Jan Vertonghen 67' Dmitri Boelykin 77'                                                                           |               | '61 Stefan de Vrij '75 Stefan de Vrij '83 Sekou Cissé '87 Guyon Fernandez                                                                                  | Basisopstelling AFC Ajax: Kenneth Vermeer, Gregory van der Wiel, Toby Alderweireld, Jan Vertonghen, Dico Koppers, Vurnon Anita, Theo Janssen, Christian Eriksen, Derk Boerrigter, Siem de Jong, Miralem Sulejmani Reservebank AFC Ajax: Jasper Cillessen, André Ooijer, Daley Blind, Jody Lukoki, Dmitri Boelykin, Joeri de Kamps, Nicolás Lodeiro Toegepaste wissels AFC Ajax: '55 Christian Eriksen Dimtri Boelykin '55 Miralem Sulejmani Jody Lukoki '66 Gregory van der Wiel Jasper Cillessen            |
| Bijzonderheden: - Dico Koppers maakte zijn officiële debuut voor AFC Ajax. - Kenneth Vermeer werd in de 64ste minuut met een rode kaart van het veld gestuurd, na een overtreding op Feyenoord-speler Guyon Fernandez. | |               | | |
| | |               | | |
| zaterdag 29 oktober 2011, 18.45 uur | Roda JC | 0 - 4 (0 - 1) | AFC Ajax | : Jan Vertonghen |
| Parkstad Limburg Stadion, Kerkrade 18.400 toeschouwers Scheidsrechter: Reinold Wiedemeijer Lijnrechter: Frank Jansen Lijnrechter: Ruud Bexkens Vierde Official: Jochem Kamphuis Speelronde 11 Nederlandse Eredivisie | |               | '6 Christian Eriksen '50 Theo Janssen '57 Jody Lukoki '85 Lorenzo Ebecilio                                                                                 | Basisopstelling AFC Ajax: Kenneth Vermeer, Vurnon Anita, Toby Alderweireld, André Ooijer, Jan Vertonghen, Eyong Enoh, Theo Janssen, Christian Eriksen, Derk Boerrigter, Siem de Jong, Jody Lukoki Reservebank AFC Ajax: Jasper Cillessen, Daley Blind, Lorenzo Ebecilio, Dmitri Boelykin, Nicolás Lodeiro, Gregory van der Wiel , Aras Özbiliz Toegepaste wissels AFC Ajax: '59 Derk Boerrigter Lorenzo Ebecilio '78 Jody Lukoki Aras Özbiliz '81 Theo Janssen Daley Blind                                   |
| Bijzonderheden: - AFC Ajax boekte als eerste Eredivisieclub zijn 500ste uit-overwinning in de geschiedenis van de club. Ajax behaalde zijn eerste uit-overwinning op 9 september 1956 tegen Sparta: 1 - 2 - Jody Lukoki maakte zijn eerste officiële doelpunt in dienst van Ajax. | |               | | |
| | |               | | |
| zondag 6 november 2011, 12.30 uur | FC Utrecht | 6 - 4 (2 - 3) | AFC Ajax | : Jan Vertonghen |
| Stadion Galgenwaard, Utrecht 20.000 toeschouwers Scheidsrechter: Ruud Bossen Lijnrechter: Wijnand Rutgers Lijnrechter: Hessel Steegstra Vierde Official: Jeroen Sanders Speelronde 12 Nederlandse Eredivisie | Nana Asare 16' Édouard Duplan 19' Rodney Sneijder 43' Dave Bulthuis 48' Daan Bovenberg 49' Jacob Mulenga 52' Nana Asare 54' Nana Asare 69' Anouar Kali 96' |               | '8 Dmitri Boelykin '29 André Ooijer '32 André Ooijer '41 Dmitri Boelykin '72 Chirstian Eriksen '82 Christian Eriksen                                       | Basisopstelling AFC Ajax: Kenneth Vermeer, Gregory van der Wiel, Toby Alderweireld, Jan Vertonghen, Vurnon Anita, Eyong Enoh, Theo Janssen, Christian Eriksen, Derk Boerrigter, Siem de Jong, Miralem Sulejmani Reservebank AFC Ajax: Jasper Cillessen, André Ooijer, Daley Blind, Lorenzo Ebecilio, Dmitri Boelykin, Nicolás Lodeiro, Jody Lukoki Toegepaste wissels AFC Ajax: '3 Siem de Jong Dmitri Boelykin '17 Toby Alderweireld André Ooijer '67 Derk Boerrigter Lorenzo Ebecilio                      |
| Bijzonderheden: - In de 3de minuut van de wedstrijd viel Siem de Jong geblesseerd uit. Hij werd vervangen door Dmitri Boelykin. - In de 17de minuut van de wedstrijd viel Toby Alderweireld geblesseerd uit. Hij werd vervangen door André Ooijer. - Dit was voor het derde jaar op rij dat Ajax een uitduel in Utrecht niet wist te winnen. - In de 56ste minuut verving vierde official Jeroen Sanders, lijnrechter Wijnand Rutgers omdat hij last had van een kuitblessure. | |               | | |
| | |               | | |
| zaterdag 19 november 2011, 20.45 uur | AFC Ajax | 2 - 2 (1 - 0) | NAC Breda | : Jan Vertonghen |
| Amsterdam ArenA, Amsterdam 49.531 toeschouwers Scheidsrechter: Pol van Boekel Lijnrechter: Roger Geutjes Lijnrechter: Jürgen Schiphorst Vierde Official: Rogier Honig Speelronde 13 Nederlandse Eredivisie | Eyong Enoh 19' Miralem Sulejmani 36' Gregory van der Wiel 80' Derk Boerrigter 84'                                                                          |               | '15 Anthony Lurling '68 Santi Kolk '85 Santi Kolk '89 Robbert Schilder                                                                                     | Basisopstelling AFC Ajax: Kenneth Vermeer, Gregeory van der Wiel, Toby Alderweireld, Jan Vertonghen, Vurnon Anita, Eyong Enoh, Christian Eriksen, Theo Janssen, Miralem Sulejmani, Dmitri Boelykin, Lorenzo Ebecilio Reservebank AFC Ajax: Jasper Cillessen, Daley Blind, Nicolás Lodeiro, Derk Boerrigter, Thulani Serero, Jody Lukoki, Dico Koppers Toegepaste wissels AFC Ajax: '28 Dmitri Boelykin Nicolás Lodeiro '66 Theo Janssen Thulani Serero '76 Lorenzo Ebecilio Derk Boerrigter                  |
| Bijzonderheden: - Dmitri Boelykin moest in de 28ste minuut het veld verlaten met een knieblessure. | |               | | |
| | |               | | |
| zondag 27 november 2011, 14.30 uur | N.E.C. | 0 - 3 (0 - 0) | AFC Ajax | : Jan Vertonghen |
| McDOS Goffertstadion, Nijmegen 12.100 toeschouwers Scheidsrechter: Serdar Gözübüyük Lijnrechter: Cees Schaap Lijnrechter: Hessel Steegstra Vierde Official: Jeroen Abbink Speelronde 14 Nederlandse Eredivisie | Abdisalam Ibrahim 45' Pavel Cmovs 53' |               | '30 Vurnon Anita '53 Miralem Sulejmani '78 Miralem Sulejmani '82 Davy Klaassen                                                                             | Basisopstelling AFC Ajax: Kenneth Vermeer, Ruben Ligeon, Toby Alderweireld, Jan Vertonghen, Vurnon Anita, Eyong Enoh, Theo Janssen, Christian Eriksen, Lorenzo Ebecilio, Miralem Sulejmani, Nicolás Lodeiro Reservebank AFC Ajax: Jasper Cillessen, Daley Blind, Dico Koppers, Ismaïl Aissati, Davy Klaassen, Aras Özbiliz, Thulani Serero Toegepaste wissels AFC Ajax: '65 Lorenzo Ebecilio Ismaïl Aissati '74 Kenneth Vermeer Jasper Cillessen '81 Nicolás Lodeiro Davy Klaassen                           |
| Bijzonderheden: - Ismaïl Aissati zat nadat hij aan het begin van dit seizoen werd terug gezet naar Jong Ajax, voor het eerst weer bij de selectie. - Kenneth Vermeer verliet in de 74ste minuut geblesseerd het veld. Jasper Cillessen was tegen zijn oude club zijn vervanger. - Davy Klaassen scoorde zijn eerste officiële doelpunt voor AFC Ajax. | |               | | |
| | |               | | |
| zaterdag 3 december 2011, 20.45 uur | AFC Ajax | 4 - 1 (2 - 1) | SBV Excelsior | : Jan Vertonghen |
| Amsterdam ArenA, Amsterdam 47.497 toeschouwers Scheidsrechter: Richard Liesveld Lijnrechter: Roger Geutjes Lijnrechter: Hans Olde Olthof Vierde Official: Allard Lindhout Speelronde 15 Nederlandse Eredivisie | Jan Vertonghen 11' Jan Vertonghen 38' Miralem Sulejmani (p) 63' Nicolás Lodeiro 68'                                                                        |               | '37 Samuel Scheimann '45 Darren Maatsen | Basisopstelling AFC Ajax: Kenneth Vermeer, Toby Alderweireld, Jan Vertonghen, Daley Blind, Vurnon Anita, Eyong Enoh, Theo Janssen, Ismaïl Aissati, Christian Eriksen, Miralem Sulejmani, Nicolás Lodeiro Reservebank AFC Ajax: Jasper Cillessen, Davy Klaassen, Ruben Ligeon, Lorenzo Ebecilio, Aras Özbiliz, Thulani Serero, Ricardo van Rhijn Toegepaste wissels AFC Ajax: '42 Eyong Enoh Ruben Ligeon '46 Ismaïl Aissati Lorenzo Ebecilio '69 Nicolás Lodeiro Davy Klaassen                               |
| Bijzonderheden: - Nicolás Lodeiro scoorde zijn eerste goal voor AFC Ajax in de Eredivisie. | |               | | |
| | |               | | |
| zondag 11 december 2011, 14.30 uur | RKC Waalwijk | 0 - 1 (0 - 1) | AFC Ajax | : Jan Vertonghen |
| Mandemakers Stadion, Waalwijk 6.000 toeschouwers Scheidsrechter: Jan Wegereef Lijnrechter: Patrick Gerritsen Lijnrechter: Jürgen Schiphorst Vierde Official: Edwin van de Graaf Speelronde 16 Nederlandse Eredivisie | Guy Ramos 40' Sigourney Bandjar 64' Ard van Peppen 87' |               | '28 Jan Vertonghen '42 (ed) Guy Ramos '65 Miralem Sulejmani                                                                                                | Basisopstelling AFC Ajax: Kenneth Vermeer, Gregory van der Wiel, Jan Vertonghen, Daley Blind, Vurnon Anita, Christian Eriksen, Eyong Enoh, Davy Klaassen, Miralem Sulejmani, Nicolás Lodeiro, Ismaïl Aissati Reservebank AFC Ajax: Jasper Cillessen, Dmitri Boelykin, Aras Özbiliz, Thulani Serero, Lorenzo Ebecilio, Dico Koppers, Ricardo van Rhijn Toegepaste wissels AFC Ajax: '81 Miralem Sulejmani Lorenzo Ebecilio '86 Nicolás Lodeiro Dmitri Boelykin                                                |
| Bijzonderheden: - Davy Klaassen startte tijdens deze wedstrijd voor het eerst in de basis bij AFC Ajax. - Jan Vertonghen speelde zijn 150ste wedstrijd in de Eredivisie en zijn 200ste officiële wedstrijd voor AFC Ajax. - Miralem Sulejmani miste in de 65ste minuut een strafschop. | |               | | |
| | |               | | |
| zondag 18 december 2011, 12.30 uur | AFC Ajax | 4 - 0 (1 - 0) | ADO Den Haag | : Jan Vertonghen |
| Amsterdam ArenA, Amsterdam 46.854 toeschouwers Scheidsrechter: Kevin Blom Lijnrechter: Patrick Langkamp Lijnrechter: Nicky Siebert Vierde Official: Jochem Kamphuis Speelronde 17 Nederlandse Eredivisie | Christian Eriksen 19' Theo Janssen 58' Dmitri Boelykin 79' Miralem Sulejmani 85'                                                                           |               | '10 Ramon Leeuwin | Basisopstelling AFC Ajax: Kenneth Vermeer, Gregory van der Wiel, Ricardo van Rhijn, Jan Vertonghen, Vurnon Anita, Eyong Enoh, Theo Janssen, Christian Eriksen, Miralem Sulejmani, Nicolás Lodeiro, Aras Özbiliz Reservebank AFC Ajax: Jasper Cillessen, Daley Blind, Dmitri Boelykin, Thulani Serero, Lorenzo Ebecilio, Dico Koppers, Derk Boerrigter Toegepaste wissels AFC Ajax: '70 Eyong Enoh Thulani Serero '74 Nicolás Lodeiro Dmitri Boelykin '76 Vurnon Anita Dico Koppers                           |
| Bijzonderheden: - Ricardo van Rhijn startte tijdens deze wedstrijd voor het eerst in de basis bij AFC Ajax. | |               | | |
| | |               | | |
| zondag 22 januari 2012, 14.30 uur | AZ | 1 - 1 (1 - 0) | AFC Ajax | : Jan vertonghen |
| AFAS Stadion, Alkmaar 16.761 toeschouwers Scheidsrechter: Pieter Vink Lijnrechter: Angelo Boonman Lijnrechter: Rob Meenhuis Vierde Official: Tom van Sichem Speelronde 18 Nederlandse Eredivisie | Rasmus Elm 37' Maarten Martens 59' Rasmus Elm 77' |               | '33 Siem de Jong '36 Jan Vertonghen '52 Eyong Enoh '63 Toby Alderweireld '75 (ed) Simon Poulsen '75 Nicolás Lodeiro '79 Christian Eriksen '89 Vurnon Anita | Basisopstelling AFC Ajax: Kenneth Vermeer, Vurnon Anita, Toby Alderweireld, Jan Vertonghen, Daley Blind, Eyong Enoh, Theo Janssen, Christian Eriksen, Miralem Sulejmani, Siem de Jong, Lorenzo Ebecilio Reservebank AFC Ajax: Jasper Cillisen, Ricardo van Rhijn, Ruben Ligeon, Nicolás Lodeiro, Dmitri Boelykin, Thulani Serero, Ismaïl Aissati Toegepaste wissels AFC Ajax: '59 Eyong Enoh Dmitri Boelykin '64 Toby Alderweireld Ricardo van Rhijn '73 Lorenzo Ebecilio Nicolás Lodeiro                    |
| | |               | | |
| zondag 29 januari 2012, 12.30 uur | Feyenoord | 4 - 2 (2 - 1) | AFC Ajax | : Jan Vertonghen |
| Stadion Feijenoord, Rotterdam 48.000 toeschouwers Scheidsrechter: Björn Kuipers Lijnrechter: Erwin Zeinstra Lijnrechter: Snader van Roekel Vierde Official: Reinold Wiedemeijer Speelronde 19 Nederlandse Eredivisie | John Guidetti (p) 30' John Guidetti 41' Otman Bakkal 50' Guyon Fernandez 69' John Guidetti 82'                                                             |               | '18 Christian Eriksen '29 Jan Vertonghen '34 Ricardo van Rhijn '80 Dmitri Boelykin                                                                         | Basisopstelling AFC Ajax: Kenneth Vermeer, Vurnon Anita, Ricardo van Rhijn, Jan Vertonghen, Daley Blind, Eyong Enog, Theo Janssen, Christian Eriksen, Miralem Sulejmani, Siem de Jong, Lorenzo Ebecilio Reservebank AFC Ajax: Jasper Cillessen, Ruben Ligeon, Nicolás Lodeiro, Dmitri Boelykin, Joël Veltman, Davy Klaassen, Ismaïl Aissati Toegepaste wissels AFC Ajax: '64 Eyong Enoh Davy Klaassen '64 Miralem Sulejmani Nicolás Lodeiro '74 Theo Janssen Dmitri Boelykin                                 |
| | |               | | |
| zondag 5 februari 2012, 12.30 uur | AFC Ajax | 0 - 2 (0 - 1) | FC Utrecht | : Theo Janssen, Siem de Jong |
| Amsterdam ArenA, Amsterdam 45.880 toeschouwers Scheidsrechter: Danny Makkelie Lijnrechter: Dave Goossens Lijnrechter: Patrick Langkamp Vierde Official: Jochem Kamphuis Speelronde 20 Nederlandse Eredivisie | Lorenzo Ebecilio 52' Miralem Sulejmani 92' |               | '40 Édouard Duplan '42 Frank Demouge '53 Mark van der Maarel '71 Anouar Kali '78 Édouard Duplan '86 Roberto Fernández '92 Alje Schut                       | Basisopstelling AFC Ajax: Kenneth Vermeer, Vurnon Anita, Ricardo van Rhijn, Daley Blind, Dico Koppers, Eyong Enoh, Theo Janssen, Christian Eriksen, Lorenzo Ebecilio, Siem de Jong, Aras Özbiliz Reservebank AFC Ajax: Jasper Cillessen, Stefano Denswil, Miralem Sulejmani, Nicolás Lodeiro, Davy Klaassen, Joël Veltman, Dmitri Boelykin Toegepaste wissels AFC Ajax: '46 Theo Janssen Nicolás Lodeiro '71 Lorenzo Ebecilio Miralem Sulejmani '79 Daley Blind Dmitri Boelykin                              |
| Bijzonderheden: - Aanvoerder Jan Vertonghen is geschorst voor deze wedstrijd. - Dit was de eerste nederlaag thuis in de Amsterdam ArenA sinds Frank de Boer hoofdtrainer is. | |               | | |
| | |               | | |
| zaterdag 11 februari 2012, 20.45 uur | NAC Breda | 0 - 2 (0 - 0) | AFC Ajax | : Jan Vertonghen |
| Rat Verlegh Stadion, Breda 19.000 toeschouwers Scheidsrechter: Kevin Blom Lijnrechter: Sander van Roekel Lijnrechter: Berry Simons Vierde Official: Jeroen Abbink Speelronde 21 Nederlandse Eredivisie | Jens Janse 16' Ömer Bayram 37' |               | '6 Dico Koppers '68 Dmitri Boelykin '89 Nicolás Lodeiro | Basisopstelling AFC Ajax: Kenneth Vermeer, Vurnon Anita, Toby Alderweireld, Jan Vertonghen, Dico Koppers, Eyong Enoh, Christian Eriksen, Siem de Jong, Miralem Sulejmani, Dmitri Boelykin, Aras Özbiliz Reservebank AFC Ajax: Jasper Cillessen, Daley Blind, Ricardo van Rhijn, Nicolás Lodeiro, Jody Lukoki, Ismaïl Aissati, Lorenzo Ebecilio Toegepaste wissels AFC Ajax: '24 Eyong Enoh Ismaïl Aissati '73 Dmitri Boelykin Nicolás Lodeiro '79 Christian Eriksen Daley Blind                              |
| Bijzonderheden: - Dit was de eerste overwinning van AFC Ajax in het jaar 2012. | |               | | |
| | |               | | |
| zondag 19 februari 2012, 14.30 uur | AFC Ajax | 4 - 1 (3 - 0) | N.E.C. | : Jan Vertonghen |
| Amsterdam ArenA, Amsterdam 47.611 toeschouwers Scheidsrechter: Ruud Bossen Lijnrechter: Wilco Lobbert Lijnrechter: Marco Buijk Vierde Official: Christiaan Bax Speelronde 22 Nederlandse Eredivisie | Dmitri Boelykin 5' Jan Vertonghen 8' Dmitri Boelykin 27' Siem de Jong 57' Ricardo van Rhijn 60' Siem de Jong 84'                                           |               | '32 Nick van der Velden '49 Rens van Eijden '69 Rens van Eijden                                                                                            | Basisopstelling AFC Ajax: Kenneth Vermeer, Ricardo van Rhijn, Toby Alderweireld, Jan Vertonghen, Dico Koppers, Siem de Jong, Vurnon Anita, Christian Eriksen, Aras Özbiliz, Dmitri Boelykin, Miralem Sulejmani Reservebank AFC Ajax: Jasper Cillessen, Daley Blind, Thulani Serero, Loreno Ebecilio, Jody Lukoki, Nicolás Lodeiro, Ismaïl Aissati Toegepaste wissels AFC Ajax: '34 Dmitri Boelykin Nicolás Lodeiro '62 Christian Eriksen Thulani Serero '62 Aras Özbiliz Ismaïl Aissati                      |
| Bijzonderheden: - Dmitri Boelykin verliet in de 34ste minuut geblesseerd het veld. | |               | | |
| | |               | | |
| zondag 26 februari 2012, 12.30 uur | SBV Excelsior | 1 - 4 (0 - 2) | AFC Ajax | : Jan Vertonghen |
| Stadion Woudestein, Rotterdam 3.550 toeschouwers Scheidsrechter: Pol van Boekel Lijnrechter: Roger Geutjes Lijnrechter: Frank Jansen Vierde Official: Rutger Bekebrede Speelronde 23 Nederlandse Eredivisie | Samuel Scheimann 5' Edwin de Graaf 26' Rangelo Janga 39' Jurgen Mattheij 67'                                                                               |               | '22 Aras Özbiliz '26 Ricardo van Rhijn '45 Siem de Jong '60 Jan Vertonghen '87 Siem de Jong '90 Jan Vertonghen                                             | Basisopstelling AFC Ajax: Kenneth Vermeer, Ricardo van Rhijn, Toby Alderweireld, Jan Vertonghen, Dico Koppers, Vurnon Anita, Christian Eriksen, Siem de Jong, Miralem Sulejmani, Nicolás Lodeiro, Aras Özbiliz Reservebank AFC Ajax: Jasper Cillessen, André Ooijer, Theo Janssen, Dmitri Boelykin, Lorenzo Ebecilio, Daley Blind, Ismaïl Aissati Toegepaste wissels AFC Ajax: '70 Dico Koppers Ismaïl Aissati '70 Nicolás Lodeiro Lorenzo Ebecilio '84 Aras Özbiliz André Ooijer                            |
| | |               | | |
| zondag 4 maart 2012, 14.30 uur | AFC Ajax | 4 - 1 (0 - 1) | Roda JC | : Jan Vertonghen |
| Amsterdam ArenA, Amsterdam 50.939 toeschouwers Scheidsrechter: Richard Liesveld Lijnrechter: Erwin Zeinstra Lijnrechter: Hessel Steegstra Vierde Official: Jeroen Sanders Speelronde 24 Nederlandse Eredivisie | Lorenzo Ebecilio 67' Vurnon Anita 77' Lorenzo Ebecilio 89' Lorenzo Ebecilio 93'                                                                            |               | '35 Sanharib Malki '40 Sanharib Malki '73 Mitchell Donald                                                                                                  | Basisopstelling AFC Ajax: Kenneth Vermeer, Toby Alderweireld, André Ooijer, Jan Vertonghen, Vurnon Anita, Theo Janssen, Christian Eriksen, Siem de Jong, Miralem Sulejmani, Dmitri Boelykin, Aras Özbiliz Reservebank AFC Ajax: Jasper Cillessen, Ricardo van Rhijn, Ismaïl Aissati, Lorenzo Ebecilio, Daley Blind, Thulani Serero, Nicolás Lodeiro Toegepaste wissels AFC Ajax: '31 Miralem Sulejmani Lorenzo Ebecilio '56 Aras Özbiliz Ismaïl Aissati '78 André Ooijer Ricardo van Rhijn                   |
| | |               | | |
| zondag 11 maart 2012, 14.30 uur | AFC Ajax | 3 - 0 (1 - 0) | RKC Waalwijk | : Jan Vertonghen |
| Amsterdam ArenA, Amsterdam 51.353 toeschouwers Scheidsrechter: Reinold Wiedemeijer Lijnrechter: Nicky Siebert Lijnrechter: Peter Janson Vierde Official: Edwin van der Graaf Speelronde 25 Nederlandse Eredivisie | Jan Vertonghen 26' Siem de Jong 54' Lorenzo Ebecilio 83' Lorenzo Ebecilio 89'                                                                              |               | '52 Guy Ramos | Basisopstelling AFC Ajax: Kenneth Vermeer, Ricardo van Rhijn, Toby Alderweireld, Jan Vertonghen, Dico Koppers, Christian Eriksen, Vurnon Anita, Theo Janssen, Aras Özbiliz, Siem de Jong, Lorenzo Ebecilio Reservebank AFC Ajax: Jasper Cillessen, Dmitri Boelykin, Eyong Enoh, Nicolás Lodeiro, André Ooijer, Daley Blind, Ismaïl Aissati Toegepaste wissels AFC Ajax: '50 Dico Koppers Daley Blind '70 Aras Özbiliz Dmitri Boelykin '86 Christian Eriksen Ismaïl Aissati                                   |
| Bijzonderheden: - Door deze overwinning en het verlies van zowel PSV als FC Twente steeg Ajax naar de tweede plaats op de ranglijst. | |               | | |
| | |               | | |
| zondag 18 maart 2012, 12.30 uur | ADO Den Haag | 0 - 2 (0 - 0) | AFC Ajax | : Jan Vertonghen |
| Kyocera Stadion, Den Haag 15.000 toeschouwers Scheidsrechter: Bas Nijhuis Lijnrechter: Patrick Langkamp Lijnrechter: Adriaan Inia Vierde Official: Tom van Sichem Speelronde 26 Nederlandse Eredivisie | Ali Boussaboun 25' Jens Toornstra 35' Aleksander Radosavljevic 44'                                                                                         |               | '40 Toby Alderweireld '48 Jody Lukoki '61 Jan Vertonghen '78 Theo Janssen                                                                                  | Basisopstelling AFC Ajax: Kenneth Vermeer, Ricardo van Rhijn, Toby Alderweireld, Jan Vertonghen, Dico Koppers, Vurnon Anita, Theo Janssen, Christian Eriksen, Ismaïl Aissati, Siem de Jong, Aras Özbiliz Reservebank AFC Ajax: Jasper Cillessen, André Ooijer, Daley Blind, Dmitri Boelykin, Jody Lukoki, Eyong Enoh, Nicolás Lodeiro Toegepaste wissels AFC Ajax: '46 Dico Koppers Daley Blind '46 Aras Özbiliz Jody Lukoki '72 Vurnon Anita Dmitri Boelykin                                                |
| Bijzonderheden: - AFC Ajax bestond vandaag precies 112 jaar. - Door deze overwinning en het gelijke spel van AZ, naderde Ajax koploper AZ tot op 1 punt. | |               | | |
| | |               | | |
| zondag 25 maart 2012, 16.30 uur | AFC Ajax | 2 - 0 (0 - 0) | PSV | : Jan Vertonghen |
| Amsterdam ArenA, Amsterdam 51.207 toeschouwers Scheidsrechter: Pieter Vink Lijnrechter: Angelo Boonman Lijnrechter: Nicky Simons Vierde Official: Reinold Wiedemeijer Speelronde 27 Nederlandse Eredivisie | Ismaïl Aissati 56' Siem de Jong (p) 62' |               | '25 Dries Mertens '45 Kevin Strootman '61 Atiba Hutchinson '62 Marcelo '84 Tim Matavž                                                                      | Basisopstelling AFC Ajax: Kenneth Vermeer, Ricardo van Rhijn, Toby Alderweireld, Jan Vertonghen, Daley Blind, Vurnon Anita, Eyong Enoh, Christian Eriksen, Jody Lukoki, Siem de Jong, Ismaïl Aissati Reservebank AFC Ajax: Jasper Cillessen, Lorenzo Ebecilio, Nicolás Lodeiro, Dmitri Boelykin, Aras Özbiliz, Thulani Serero, Dico Koppers Toegepaste wissels AFC Ajax: '55 Jody Lukoki Lorenzo Ebecilio '76 Daley Blind Dmitri Boelykin                                                                    |
| Bijzonderheden: - Theo Janssen was geschorst voor deze wedstrijd. | |               | | |
| | |               | | |
| zondag 1 april 2012, 14.30 uur | AFC Ajax | 6 - 0 (1 - 0) | Heracles Almelo | : Jan Vertonghen |
| Amsterdam ArenA, Amsterdam 51.395 toeschouwers Scheidsrechter: Jack van Hulten Lijnrechter: Mario Diks Lijnrechter: Jan de Vries Vierde Official: Edwin van de Graaf Speelronde 28 Nederlandse Eredivisie | Theo Janssen 25' Lorenzo Ebecilio 48' Christian Eriksen 53' Vurnon Anita 63' Siem de Jong 72' Kolbeinn Sigthórsson 88'                                     |               | '57 Antoine van der Linden | Basisopstelling AFC Ajax: Kenneth Vermeer, Ricardo van Rhijn, Toby Alderweireld, Jan Vertonghen, Daley Blind, Vurnon Anita, Theo Janssen, Christian Eriksen, Lorenzo Ebecilio, Siem de Jong, Aras Özbiliz Reservebank AFC Ajax: Jasper Cillessen, Eyong Enoh, Kolbeinn Sigthórsson, Jody Lukoki, Dico Koppers, Nicolás Lodeiro, Dmitri Boelykin Toegepaste wissels AFC Ajax: '32 Aras Özbiliz Jody Lukoki '63 Vurnon Anita Eyong Enoh '78 Lorenzo Ebecilio Kolbeinn Sigthórsson                              |
| Bijzonderheden: - Door deze overwinning en het gelijke spel van AZ, nam AFC Ajax de koppositie in de Eredivisie over van AZ. - Kolbein Sigthórsson maakte na lang geblesseerd te zijn geweest, zijn rentree en bekroonde dit met een doelpunt in de 88ste minuut. | |               | | |
| | |               | | |
| woensdag 11 april 2012, 21.00 uur | Sc Heerenveen | 0 - 5 (0 - 4) | AFC Ajax | : Jan Vertonghen |
| Abe Lenstra Stadion, Heerenveen 26.100 toeschouwers Scheidsrechter: Kevin Blom Lijnrechter: Dave Goosens Lijnrechter: Charl Schaap Vierde Official: Dennis Higler Speelronde 29 Nederlandse Eredivisie | Brian Vandenbussche 3' |               | '6 (p) Theo Janssen '19 Ismaïl Aissati '25 Siem de Jong '45 Siem de Jong '63 Siem de Jong                                                                  | Basisopstelling AFC Ajax: Kenneth Vermeer, Ricardo van Rhijn, Toby Alderweireld, Jan Vertonghen, Daley Blind, Vurnon Anita, Theo Janssen, Christian Eriksen, Siem de Jong, Jody Lukoki, Ismaïl Aissati Reservebank AFC Ajax: Jeroen Verhoeven, André Ooijer, Gregory van der Wiel, Derk Boerrigter, Kolbeinn Sigthórsson, Eyong Enoh, Lorenzo Ebecilio Toegepaste wissels AFC Ajax: '46 Jody Lukoki Derk Boerrigter '64 Toby Alderweireld Gregory van der Wiel '70 Theo Janssen Kolbeinn Sigthórsson         |
| Bijzonderheden: - Siem de Jong scoorde zijn eerste hattrick in dienst van AFC Ajax. - Gregory van der Wiel en Derk Boerrigter maakten beiden na lang geblesseerd te zijn geweest, hun rentree in de Eredivisie. | |               | | |
| | |               | | |
| zondag 15 april 2012, 14.30 uur | AFC Ajax | 3 - 1 (3 - 1) | De Graafschap | : Jan Vertonghen |
| Amsterdam ArenA, Amsterdam 52.107 toeschouwers Scheidsrechter: Eric Braamhaar Lijnrechter: Arie Brink Lijnrechter: Marco Buijk Vierde Official: Maarten Ketting Speelronde 30 Nederlandse Eredivisie | Derk Boerrigter 3' Christian Eriksen 37' Derk Boerrigter 44'                                                                                               |               | '45 Michael de Leeuw | Basisopstelling AFC Ajax: Kenneth Vermeer, Gregory van der Wiel, Toby Alderweireld, Jan Vertonghen, Daley Blind, Vurnon Anita, Theo Janssen, Christian Eriksen, Siem de Jong, Derk Boerrigter, Ismaïl Aissati Reservebank AFC Ajax: Jeroen Verhoeven, André Ooijer, Ricardo van Rhijn, Lorenzo Ebecilio, Kolbeinn Sigthórsson, Aras Özbiliz, Eyong Enoh Toegepaste wissels AFC Ajax: '71 Gregory van der Wiel Ricardo van Rhijn '76 Derk Boerrigter Lorenzo Ebecilio '81 Ismaïl Aissati Kolbeinn Sigthórsson |
| Bijzonderheden: - Gregory van der Wiel en Derk Boerrigter stonden voor het eerst na hun blessure weer in de basis. - Ajax was door deze overwinning voor de 10 keer op rij ongeslagen. | |               | | |
| | |               | | |
| zondag 22 april 2012, 16.30 uur | AFC Ajax | 2 - 0 (1 - 0) | FC Groningen | : Jan Vertonghen |
| Amsterdam ArenA, Amsterdam 51.405 toeschouwers Scheidsrechter: Serdar Gözübüyük Lijnrechter: Hessel Steegstra Lijnrechter: Wijnand Rutgers Vierde Official: Jeroen Sanders Speelronde 31 Nederlandse Eredivisie | Derk Boerrigter 45+1' Kolbein Sightórsson 80' |               | '37 Jonas Ivens '90+1 Tom Hiariej | Basisopstelling AFC Ajax: Kenneth Vermeer, Gregory van der Wiel, Toby Alderweireld, Jan Vertonghen, Daley Blind, Vurnon Anita, Theo Janssen, Christian Eriksen, Ismaïl Aissati, Siem de Jong, Derk Boerrigter Reservebank AFC Ajax: Jasper Cillessen, André Ooijer, Eyong Enoh, Kolbeinn Sigthórsson, Aras Özbiliz, Ricardo van Rhijn, Lorenzo Ebecilio Toegepaste wissels AFC Ajax: '76 Ismaïl Aissati Kolbeinn Sigthórsson '83 Vurnon Anita Eyong Enoh '89 Christian Eriksen Aras Özbiliz                  |
| | |               | | |
| zondag 29 april 2012, 14.30 uur | FC Twente | 1 - 2 (0 - 1) | AFC Ajax | : Jan Vertonghen |
| De Grolsch Veste, Enschede 30000 toeschouwers Scheidsrechter: Richard Liesveld Lijnrechter: Wilco Lobbert Lijnrechter: Rob Meenhuis Vierde Official: Danny Makkelie Speelronde 32 Nederlandse Eredivisie | Nikolaj Michajlov 29' Leroy Fer 54' Leroy Fer 72' |               | '30 (p) Theo Janssen '78 Gregory van der Wiel | Basisopstelling AFC Ajax: Kenneth Vermeer, Gregory van der Wiel, Toby Alderweireld, Jan Vertonghen, Daley Blind, Christian Eriksen, Vurnon Anita, Theo Janssen, Ismaïl Aissati, Siem de Jong, Derk Boerrigter Reservebank AFC Ajax: Jasper Cillessen, André Ooijer, Eyong Enoh, Kolbeinn Sigthórsson, Nicolás Lodeiro, Ricardo van Rhijn, Lorenzo Ebecilio Toegepaste wissels AFC Ajax: '64 Derk Boerrigter Lorenzo Ebecilio '79 Ismaïl Aissati Kolbeinn Sigthórsson '87 Vurnon Anita Eyong Enoh             |
| Bijzonderheden: - Na deze overwinning is AFC Ajax bij winst tegen VVV-Venlo voor de 2de keer op rij Landskampioen van Nederland. | |               | | |
| | |               | | |
| woensdag 2 mei 2012, 20.00 uur | AFC Ajax | 2 - 0 (1 - 0) | VVV-Venlo | : Jan Vertonghen |
| Amsterdam ArenA, Amsterdam 51.985 toeschouwers Scheidsrechter: Reinold Wiedemeijer Lijnrechter: Frank Jansen Lijnrechter: Hans Olde Olthof Vierde Official: Tom van Sichem Speelronde 33 Nederlandse Eredivisie | Siem de Jong 8' Siem de Jong 58' |               | '25 Danny Holla | Basisopstelling AFC Ajax: Kenneth Vermeer, Gregory van der Wiel, Toby Alderweireld, Jan Vertonghen, Daley Blind, Vurnon Anita, Theo Janssen, Christian Eriksen, Ismaïl Aissati, Siem de Jong, Lorenzo Ebecilio Reservebank AFC Ajax: Jasper Cillessen, André Ooijer, Ricardo van Rhijn, Eyong Enoh, Kolbeinn Sigthórsson, Aras Özbiliz, Dmitri Boelykin Toegepaste wissels AFC Ajax: '61 Toby Alderweireld André Ooijer '61 Lorenzo Ebecilio Kolbeinn Sigthórsson '76 Vurnon Anita Eyong Enoh                |
| Bijzonderheden: - Ajax behaalde door deze overwinning zijn 31ste landstitel in zijn bestaan. - In de rust van de wedstrijd werd afscheid genomen van oud-doelman Maarten Stekelenburg, die afgelopen zomer naar AS Roma vertrok. - André Ooijer speelde zijn laatste thuiswedstrijd voor Ajax in zijn loopbaan. - Trainer Frank de Boer werd voor de 7de keer landskampioen van Nederland, 5 keer als speler en 2 keer als trainer.                                            | |               | | |
| | |               | | |
| zondag 6 mei 2012, 14.30 uur | Vitesse | 1 - 3 (1 - 1) | AFC Ajax | : Jan Vertonghen |
| Gelredome, Arnhem 23.549 toeschouwers Scheidsrechter: Pieter Vink Lijnrechter: Nicky Siebert Lijnrechter: Jurgen Schiphorst Vierde Official: Davy Otto Speelronde 34 Nederlandse Eredivisie | Nicky Hofs 29' |               | '41 Dmitri Boelykin '74 André Ooijer '80 Jan Vertonghen | Basisopstelling AFC Ajax: Jasper Cillessen, Gregory van der Wiel, André Ooijer, Jan Vertonghen, Daley Blind, Siem de Jong, Eyong Enoh, Theo Janssen, Aras Özbiliz, Dmitri Boelykin, Ismaïl Aissati Reservebank AFC Ajax: Kenneth Vermeer, Toby Alderweireld, Vurnon Anita, Lorenzo Ebecilio, Nicolás Lodeiro, Ricardo van Rhijn, Jody Lukoki Toegepaste wissels AFC Ajax: '63 Dmitri Boelykin Nicolás Lodeiro '79 Aras Özbiliz Lorenzo Ebecilio '83 André Ooijer Ricardo van Rhijn                           |
| Bijzonderheden: - André Ooijer speelde zijn laatste wedstrijd als profvoetballer. - Met deze overwinning sloot Ajax het seizoen af met een zegereeks van 14 overwinningen op een rij. | |               | | |

| Nederlandse Eredivisie 2011/12 |
| ------------------------------ |
| AFC Ajax 31ste titel           |

## Statistieken AFC Ajax 2011/2012

### Eindstand AFC Ajax in Nederlandse Eredivisie 2011/2012
| Stand | Gespeeld | Gewonnen | Gelijk | Verloren | Punten | Doelpunten voor | Doelpunten tegen | Gele kaarten | Rode kaarten |
| ----- | -------- | -------- | ------ | -------- | ------ | --------------- | ---------------- | ------------ | ------------ |
| 1e    | 34       | 23       | 7      | 4        | 76     | 93              | 36               | 40           | 4            |

### Aantal punten per speelronde
| Speelronde | 1 | 2 | 3 | 4 | 5 | 6 | 7 | 8 | 9 | 10 | 11 | 12 | 13 | 14 | 15 | 16 | 17 | 18 | 19 | 20 | 21 | 22 | 23 | 24 | 25 | 26 | 27 | 28 | 29 | 30 | 31 | 32 | 33 | 34 | Totaal |
| ---------- | - | - | - | - | - | - | - | - | - | -- | -- | -- | -- | -- | -- | -- | -- | -- | -- | -- | -- | -- | -- | -- | -- | -- | -- | -- | -- | -- | -- | -- | -- | -- | ------ |
| Punten     | 3 | 3 | 1 | 3 | 3 | 1 | 1 | 0 | 1 | 1  | 3  | 0  | 1  | 3  | 3  | 3  | 3  | 1  | 0  | 0  | 3  | 3  | 3  | 3  | 3  | 3  | 3  | 3  | 3  | 3  | 3  | 3  | 3  | 3  | 76     |

### Aantal punten na speelronde
| Speelronde | 1 | 2 | 3 | 4  | 5  | 6  | 7  | 8  | 9  | 10 | 11 | 12 | 13 | 14 | 15 | 16 | 17 | 18 | 19 | 20 | 21 | 22 | 23 | 24 | 25 | 26 | 27 | 28 | 29 | 30 | 31 | 32 | 33 | 34 | Totaal |
| ---------- | - | - | - | -- | -- | -- | -- | -- | -- | -- | -- | -- | -- | -- | -- | -- | -- | -- | -- | -- | -- | -- | -- | -- | -- | -- | -- | -- | -- | -- | -- | -- | -- | -- | ------ |
| Punten     | 3 | 6 | 7 | 10 | 13 | 14 | 15 | 15 | 16 | 17 | 20 | 20 | 21 | 24 | 27 | 30 | 33 | 34 | 34 | 34 | 37 | 40 | 43 | 46 | 49 | 52 | 55 | 58 | 61 | 64 | 67 | 70 | 73 | 76 | 76     |

### Stand na speelronde
| Speelronde | 1  | 2  | 3  | 4  | 5  | 6  | 7  | 8  | 9  | 10 | 11 | 12 | 13 | 14 | 15 | 16 | 17 | 18 | 19 | 20 | 21 | 22 | 23 | 24 | 25 | 26 | 27 | 28 | 29 | 30 | 31 | 32 | 33 | 34 | Eindstand   |
| ---------- | -- | -- | -- | -- | -- | -- | -- | -- | -- | -- | -- | -- | -- | -- | -- | -- | -- | -- | -- | -- | -- | -- | -- | -- | -- | -- | -- | -- | -- | -- | -- | -- | -- | -- | ----------- |
| Stand      | 1e | 1e | 2e | 2e | 1e | 3e | 3e | 4e | 6e | 6e | 5e | 5e | 5e | 4e | 4e | 4e | 4e | 4e | 4e | 6e | 6e | 6e | 5e | 4e | 2e | 2e | 2e | 1e | 1e | 1e | 1e | 1e | 1e | 1e | 1e Kampioen |

### Aantal doelpunten per speelronde
| Speelronde | 1 | 2 | 3 | 4 | 5 | 6 | 7 | 8 | 9 | 10 | 11 | 12 | 13 | 14 | 15 | 16 | 17 | 18 | 19 | 20 | 21 | 22 | 23 | 24 | 25 | 26 | 27 | 28 | 29 | 30 | 31 | 32 | 33 | 34 | Totaal |
| ---------- | - | - | - | - | - | - | - | - | - | -- | -- | -- | -- | -- | -- | -- | -- | -- | -- | -- | -- | -- | -- | -- | -- | -- | -- | -- | -- | -- | -- | -- | -- | -- | ------ |
| Doelpunten | 4 | 5 | 2 | 4 | 3 | 2 | 1 | 0 | 2 | 1  | 4  | 4  | 2  | 3  | 4  | 1  | 4  | 1  | 2  | 0  | 2  | 4  | 4  | 4  | 3  | 2  | 2  | 6  | 5  | 3  | 2  | 2  | 2  | 3  | 93     |

### Statistieken overall seizoen 2011/2012
- In dit overzicht zijn alle statistieken van alle gespeelde wedstrijden in het seizoen 2011/2012 verwerkt.

|                          | Vriendschappelijk | Johan Cruijff Schaal | KNVB beker | UEFA Champions League | UEFA Europa League | Eredivisie | Totaal    |
| ------------------------ | ----------------- | -------------------- | ---------- | --------------------- | ------------------ | ---------- | --------- |
| Wedstrijden              | 12 van 12         | 1 van 1              | 3 van 3    | 6 van 6               | 2 van 2            | 34 van 34  | 58 van 58 |
| Gewonnen                 | 9 van 12          | 0 van 1              | 2 van 3    | 2 van 6               | 1 van 2            | 23 van 34  | 37 van 58 |
| Gelijk                   | 1 van 12          | 0 van 1              | 0 van 3    | 2 van 6               | 0 van 2            | 7 van 34   | 10 van 58 |
| Verloren                 | 2 van 12          | 1 van 1              | 1 van 3    | 2 van 6               | 1 van 2            | 4 van 34   | 11 van 58 |
| Thuis                    | 4 van 4           | 0 van 0              | 1 van 1    | 3 van 3               | 1 van 1            | 17 van 17  | 26 van 26 |
| Uit                      | 8 van 8           | 1 van 1              | 2 van 2    | 3 van 3               | 1 van 1            | 17 van 17  | 32 van 32 |
| Gele kaarten             | 6                 | 2                    | 2          | 6                     | 3                  | 40         | 59        |
| Rode kaarten             | 0                 | 0                    | 0          | 0                     | 0                  | 4          | 4         |
| 2 × geel in 1 wedstrijd  | 0                 | 0                    | 0          | 0                     | 0                  | 2          | 2         |
| Aantal wissels toegepast | 92                | 3                    | 6          | 16                    | 6                  | 96         | 221       |
| Doelpunten voor          | 32                | 1                    | 9          | 6                     | 2                  | 93         | 143       |
| Doelpunten tegen         | 6                 | 2                    | 6          | 6                     | 3                  | 36         | 59        |
| Doelsaldo                | +26               | −1                   | +3         | 0                     | −1                 | +57        | +84       |
| De nul gehouden          | 7                 | 0                    | 0          | 4                     | 0                  | 11         | 21        |
| Strafschoppen voor       | 2                 | 0                    | 0          | 0                     | 0                  | 7          | 9         |
| Strafschoppen tegen      | 0                 | 1                    | 1          | 0                     | 0                  | 4          | 6         |

### Records 2011/2012
| Omschrijving                  | Competitie             | Uitkomst                                                            |
| ----------------------------- | ---------------------- | ------------------------------------------------------------------- |
| Grootste overwinning          | Vriendschappelijk      | AZSV - AFC Ajax (0 - 11)                                            |
| Grootste overwinning          | Johan Cruijff Schaal   | Geen overwinning behaald                                            |
| Grootste overwinning          | KNVB beker             | Roda JC - AFC Ajax (2 - 4)                                          |
| Grootste overwinning          | UEFA Champions League  | AFC Ajax - Dinamo Zagreb (4 - 0)                                    |
| Grootste overwinning          | UEFA Europa League     | Manchester United FC - AFC Ajax (1 - 2)                             |
| Grootste overwinning          | Nederlandse Eredivisie | AFC Ajax - Heracles Almelo (6 - 0)                                  |
| Grootste nederlaag            | Vriendschappelijk      | 1. FC Nürnberg - AFC Ajax (2 - 0)                                   |
| Grootste nederlaag            | Johan Cruijff Schaal   | FC Twente - AFC Ajax (2 - 1)                                        |
| Grootste nederlaag            | KNVB beker             | AFC Ajax - AZ (2 - 3)                                               |
| Grootste nederlaag            | UEFA Champions League  | Real Madrid CF - AFC Ajax (3 - 0) AFC Ajax - Real Madrid CF (0 - 3) |
| Grootste nederlaag            | UEFA Europa League     | AFC Ajax - Manchester United FC (0 - 2)                             |
| Grootste nederlaag            | Nederlandse Eredivisie | FC Utrecht - AFC Ajax (6 - 4)                                       |
| Meest doelpuntrijke wedstrijd | Vriendschappelijk      | AZSV - AFC Ajax (0 - 11)                                            |
| Meest doelpuntrijke wedstrijd | Johan Cruijff Schaal   | FC Twente - AFC Ajax (2 - 1)                                        |
| Meest doelpuntrijke wedstrijd | KNVB beker             | Roda JC - AFC Ajax (2 - 4)                                          |
| Meest doelpuntrijke wedstrijd | UEFA Champions League  | AFC Ajax - Dinamo Zagreb (4 - 0)                                    |
| Meest doelpuntrijke wedstrijd | UEFA Europa League     | Manchester United FC - AFC Ajax (1 - 2)                             |
| Meest doelpuntrijke wedstrijd | Nederlandse Eredivisie | FC Utrecht - AFC Ajax (6 - 4)                                       |

#### Topscorers
| #      | Naam                     | Goal |
| ------ | ------------------------ | ---- |
| 1.     | Aras Özbiliz             | 5    |
| 2.     | Lorenzo Ebecilio         | 4    |
| 3.     | Geoffrey Castillion      | 3    |
| 3.     | Mats Rits                | 3    |
| 3.     | Rodney Sneijder          | 3    |
| 6.     | Theo Janssen             | 2    |
| 7.     | Jan-Arie van der Heijden | 1    |
| 7.     | Derk Boerrigter          | 1    |
| 7.     | Thulani Serero           | 1    |
| 7.     | Ricardo van Rhijn        | 1    |
| 7.     | André Ooijer             | 1    |
| 7.     | Kolbeinn Sigþórsson      | 1    |
| 7.     | Christian Eriksen        | 1    |
| 7.     | Vurnon Anita             | 1    |
| 7.     | Siem de Jong             | 1    |
| 7.     | Jody Lukoki              | 1    |
| 7.     | Tom Boere                | 1    |
| 7.     | Dmitri Boelykin          | 1    |
| Totaal | Totaal                   | 32   |

| Nr.    | Naam              | Goal |
| ------ | ----------------- | ---- |
| 1.     | Toby Alderweireld | 1    |
| Totaal | Totaal            | 1    |

| Nr.    | Naam                 | Goal |
| ------ | -------------------- | ---- |
| 1.     | Siem de Jong         | 13   |
| 2.     | Miralem Sulejmani    | 11   |
| 3.     | Dmitri Boelykin      | 9    |
| 4.     | Theo Janssen         | 8    |
| 4.     | Jan Vertonghen       | 8    |
| 6.     | Christian Eriksen    | 7    |
| 6.     | Kolbeinn Sigþórsson  | 7    |
| 6.     | Derk Boerrigter      | 7    |
| 9.     | Lorenzo Ebecilio     | 6    |
| 10.    | Vurnon Anita         | 2    |
| 10.    | Nicolás Lodeiro      | 2    |
| 10.    | Jody Lukoki          | 2    |
| 10.    | Ismaïl Aissati       | 2    |
| 10.    | Gregory van der Wiel | 2    |
| 10.    | André Ooijer         | 2    |
| 16.    | Toby Alderweireld    | 1    |
| 16.    | Davy Klaassen        | 1    |
| 16.    | Aras Özbiliz         | 1    |
| Totaal | Totaal               | 91   |

| Nr.    | Naam                 | Goal |
| ------ | -------------------- | ---- |
| 1.     | Derk Boerrigter      | 1    |
| 1.     | Christian Eriksen    | 1    |
| 1.     | Gregory van der Wiel | 1    |
| 1.     | Miralem Sulejmani    | 1    |
| 1.     | Siem de Jong         | 1    |
| 1.     | Nicolás Lodeiro      | 1    |
| Totaal | Totaal               | 6    |

| Nr.    | Naam              | Goal |
| ------ | ----------------- | ---- |
| 1.     | Aras Özbiliz      | 1    |
| 1.     | Toby Alderweireld | 1    |
| Totaal | Totaal            | 2    |

| Nr.    | Naam            | Goal |
| ------ | --------------- | ---- |
| 1.     | Siem de Jong    | 3    |
| 2.     | Jan Vertonghen  | 2    |
| 2.     | Derk Boerrigter | 2    |
| 4.     | Dmitri Boelykin | 1    |
| 4.     | Lesly de Sa     | 1    |
| Totaal | Totaal          | 9    |

## Prijzen 2011/2012
|        | Vriendschappelijk                             | Johan Cruijff Schaal    | KNVB beker                                | UEFA Champions League                                | UEFA Europa League                                       | Nederlandse Eredivisie                   |
| ------ | --------------------------------------------- | ----------------------- | ----------------------------------------- | ---------------------------------------------------- | -------------------------------------------------------- | ---------------------------------------- |
| Status | 12 gespeeld, 9 gewonnen, 1 gelijk, 2 verloren | Verloren van: FC Twente | Uitgeschakeld in Achtste Finales door: AZ | Geëindigd 3e in Groep D Geplaatst voor Europa League | Uitgeschakeld in de Tweede Ronde door: Manchester United | Kampioen met 76 punten na 34 wedstrijden |

- Christian Eriksen werd in Denemarken op maandag 7 november 2011 uitgeroepen tot: Deens Voetballer van het Jaar.
- Nicolai Boilesen werd in Denemarken op maandag 7 november 2011 uitgeroepen tot: Deens Talent van het Jaar.
- Dmitri Boelykin werd in Rusland op woensdag 7 december 2011 uitgeroepen tot: Beste Russische speler in het buitenland.
- Theo Janssen werd op donderdag 8 december 2011 uitgeroepen tot: Gelders Sportman van het Jaar.
- Davy Klaassen werd uitgeroepen tot: Hilversums Sportman van het Jaar.
- Trainer Frank de Boer werd op donderdag 5 april 2012 genomineerd voor de Rinus Michels Award.
- Theo Janssen werd op woensdag 25 april 2012 verkozen tot Arnhems Sportman van het Jaar 2012.
- Jan Vertonghen werd door de Supportersvereniging Ajax uitgeroepen tot Ajacied van het Jaar.
- Ricardo van Rhijn werd door de AFC Ajax uitgeroepen tot Talent van het Jaar.
- Jan Vertonghen werd door de Telegraaf uitgeroepen tot winnaar van de Gouden Schoen 2012.
- Christian Eriksen werd door de Telegraaf uitgeroepen tot winnaar van de Bronzen Schoen 2012.

## Bestuur en directie 2011/2012
|  | Functie                | Nationaliteit      | Naam                                            | Functie     | Nationaliteit      | Naam |
|  | ---------------------- | ------------------ | ----------------------------------------------- | ----------- | ------------------ | ---- |
|  | Voorzitter             | Vlag van Nederland | -                                               | Commissaris | Vlag van Nederland | -    |
|  | Financieel Directeur   | Vlag van Nederland | Jeroen Slop (11 juli 1961, Amsterdam)           | Commissaris | Vlag van Nederland | -    |
|  | Algemeen Directeur     | Vlag van Nederland | -                                               | Commissaris | Vlag van Nederland | -    |
|  | Commercieel Directeur  | Vlag van Nederland | Henri van der Aat (24 december 1956, Amsterdam) | Commissaris | Vlag van Nederland | -    |
|  | Hoofd Jeugdopleidingen | Vlag van Nederland | Wim Jonk (12 oktober 1966, Volendam)            | -           | -                  | -    |

## Bestuursraad 2011/2012
|  | Functie    | Nationaliteit      | Naam                                    | Functie | Nationaliteit      | Naam                                        |
|  | ---------- | ------------------ | --------------------------------------- | ------- | ------------------ | ------------------------------------------- |
|  | Voorzitter | Vlag van Nederland | Hennie Henrichs                         | Lid     | Vlag van Nederland | Tonny Bruins Slot (1 april 1947, Amsterdam) |
|  | Lid        | Vlag van Nederland | Jan Buskermolen                         | Lid     | Vlag van Nederland | Dick Schoenaker (30 november 1952, Ede)     |
|  | Lid        | Vlag van Nederland | Cees Vervoorn (11 april 1960, Den Haag) | Lid     | Vlag van Nederland | Maarten Oldenhof (16 juni 1961, -)          |
|  | Lid        | Vlag van Nederland | Ronald Pieloor                          | -       | -                  | -                                           |

## Technische Staf 2011/2012
|  | Functie                 | Nationaliteit      | Naam                                        |  | Functie            | Nationaliteit      | Naam                                           |
|  | ----------------------- | ------------------ | ------------------------------------------- |  | ------------------ | ------------------ | ---------------------------------------------- |
|  | Hoofdtrainer            | Vlag van Nederland | Frank de Boer (15 mei 1970, Hoorn)          |  | Fysiotherapeut     | Vlag van Nederland | Frank van Deursen                              |
|  | Assistent-trainer       | Vlag van Nederland | Dennis Bergkamp (10 mei 1969, Amsterdam)    |  | Fysiotherapeut     | Vlag van Nederland | Pim van Dord (7 augustus 1953, -)              |
|  | Assistent-trainer       | Vlag van Nederland | Hennie Spijkerman (28 oktober 1950, Zwolle) |  | Fysiotherapeut     | Vlag van Nederland | Jos Kortekaas (-, Raalte)                      |
|  | Keeperstrainer          | Vlag van Nederland | Carlo l'Ami (20 juli 1966, Leiden)          |  | Pedicure / Masseur | Vlag van Nederland | Rob Koster                                     |
|  | Techniektrainer         | Vlag van Nederland | Marc Overmars (29 maart 1973, Emst)         |  | Teammanager        | Vlag van Nederland | David Endt (12 februari 1954, Den Haag)        |
|  | Techniektrainer         | Vlag van Nederland | Jaap Stam (17 juli 1972, Kampen)            |  | Spelersbegeleider  | Vlag van Nederland | Herman Pinkster                                |
|  | -                       | -                  | -                                           |  | Psycholoog         | Vlag van Nederland | Wim Keizer                                     |
|  | Conditie/Hersteltrainer | Vlag van Nederland | René Wormhoudt                              |  | Clubarts           | Vlag van Nederland | Niels Wijne (2 september 1966, Son en Breugel) |
|  | Manager Medische Zaken  | Vlag van Nederland | Edwin Goedhart                              |  | Arts               | Vlag van Nederland | Piet Bon (18 april 1946, Aalsmeer)             |

## Selectie 2011/2012
| Nummer | Nationaliteit           | Naam                 | Contract tot | Geboortedatum     | Geboorteplaats (land van herkomst) | Vorige club (land)                  | Officiële debuut AFC Ajax (debuutwedstrijd)      | Eerste officiële doelpunt AFC Ajax (wedstrijd) |
| --- | ----------------------- | -------------------- | ------------ | ----------------- | ---------------------------------- | ----------------------------------- | ------------------------------------------------ | ---------------------------------------------- |
| Doelverdediging                                                                                                  |                         |                      |              |                   |                                    |                                     |                                                  |                                                |
| 1 | Vlag van Nederland      | Kenneth Vermeer      | 30 juni 2015 | 10 januari 1986   | Amsterdam (Nederland)              | Willem II (Nederland)               | 28 september 2006 (AFC Ajax - IK Start)          | - -                                            |
| 22 | Vlag van Nederland      | Jasper Cillessen     | 30 juni 2016 | 22 april 1989     | Groesbeek (Nederland)              | N.E.C. (Nederland)                  | 21 september 2011 (vv Noordwijk - AFC Ajax)      | - -                                            |
| 30 | Vlag van Nederland      | Jeroen Verhoeven     | 30 juni 2012 | 30 april 1980     | Naarden (Nederland)                | FC Volendam (Nederland)             | 24 oktober 2010 (SBV Excelsior - AFC Ajax)       | - -                                            |
| Verdediging |                         |                      |              |                   |                                    |                                     |                                                  |                                                |
| 2 | Vlag van Nederland      | Gregory van der Wiel | 30 juni 2013 | 3 februari 1988   | Amsterdam (Nederland)              | Jeugdopleiding AFC Ajax (Nederland) | 11 maart 2007 (FC Twente - AFC Ajax)             | 1 maart 2009 (FC Utrecht - AFC Ajax)           |
| 3 | Vlag van België         | Toby Alderweireld    | 30 juni 2014 | 2 maart 1989      | Wilrijk (België)                   | Germinal Beerschot (België)         | 18 januari 2009 (N.E.C. - AFC Ajax)              | 30 augustus 2009 (Heracles Almelo - AFC Ajax)  |
| 13 | Vlag van Nederland      | André Ooijer         | 30 juni 2012 | 11 juli 1974      | Amsterdam (Nederland)              | PSV (Nederland)                     | 21 augustus 2010 (AFC Ajax - Roda JC)            | 30 oktober 2010 (Heracles Almelo - AFC Ajax)   |
| 15 | Vlag van Denemarken     | Nicolai Boilesen     | 30 juni 2013 | 16 februari 1992  | Ballerup (Denemarken)              | Jeugdopleiding AFC Ajax (Nederland) | 3 april 2011 (AFC Ajax - Heracles Almelo)        | - -                                            |
| 17 | Vlag van Nederland      | Daley Blind          | 30 juni 2013 | 9 maart 1990      | Amsterdam (Nederland)              | FC Groningen (Nederland)            | 7 december 2008 (FC Volendam - AFC Ajax)         | - -                                            |
| Middenveld |                         |                      |              |                   |                                    |                                     |                                                  |                                                |
| 4 | Vlag van België         | Jan Vertonghen       | 30 juni 2013 | 24 april 1987     | Sint-Niklaas (België)              | RKC Waalwijk (Nederland)            | 23 augustus 2006 (AFC Ajax - FC Kobenhavn)       | 2 december 2007 (AFC Ajax - NAC)               |
| 5 | Vlag van Nederland      | Vurnon Anita         | 30 juni 2014 | 4 april 1989      | Willemstad (Curaçao)               | Jeugdopleiding AFC Ajax (Nederland) | 19 maart 2006 (FC Groningen - AFC Ajax)          | 24 september 2009 (AGOVV Apeldoorn - AFC Ajax) |
| 6 | Vlag van Kameroen       | Eyong Enoh           | 30 juni 2015 | 23 maart 1986     | Kumba (Kameroen)                   | Ajax Cape Town (Zuid-Afrika)        | 21 september 2008 (Feyenoord - AFC Ajax)         | 18 maart 2009 (AFC Ajax - Olympique Marseille) |
| 16 | Vlag van Nederland      | Theo Janssen         | 30 juni 2013 | 27 juli 1981      | Arnhem (Nederland)                 | FC Twente (Nederland)               | 30 juli 2011 (FC Twente - AFC Ajax)              | 7 augustus 2011 (De Graafschap - AFC Ajax)     |
| 18 | Vlag van Uruguay        | Nicolás Lodeiro      | 30 juni 2012 | 21 maart 1989     | Paysandú (Uruguay)                 | Club Nacional de Football (Uruguay) | 7 februari 2010 (AFC Ajax - FC Twente)           | 25 maart 2010 (Go Ahead Eagles - AFC Ajax)     |
| 29 | Vlag van België         | Mats Rits            | 30 juni 2013 | 18 juli 1993      | Antwerpen (België)                 | Germinal Beerschot (België)         | - -                                              | - -                                            |
| 28 | Vlag van Nederland      | Ismaïl Aissati       | 30 juni 2012 | 16 augustus 1988  | Utrecht (Nederland)                | SBV Vitesse (Nederland)             | 22 februari 2009 (AFC Ajax - FC Volendam)        | 5 april 2009 (Roda JC - AFC Ajax)              |
| Aanval |                         |                      |              |                   |                                    |                                     |                                                  |                                                |
| 7 | Vlag van Servië         | Miralem Sulejmani    | 30 juni 2013 | 5 december 1988   | Belgrado (Servië)                  | sc Heerenveen (Nederland)           | 30 augustus 2008 (Willem II - AFC Ajax)          | 30 augustus 2008 (Willem II - AFC Ajax)        |
| 8 | Vlag van Denemarken     | Christian Eriksen    | 30 juni 2014 | 14 februari 1992  | Middelfart (Denemarken)            | Jeugdopleiding AFC Ajax (Nederland) | 17 januari 2010 (NAC Breda - AFC Ajax)           | 25 maart 2010 (Go Ahead Eagles - AFC Ajax)     |
| 9 | Vlag van IJsland        | Kolbeinn Sigþórsson  | 30 juni 2015 | 14 maart 1990     | Reykjavik (IJsland)                | AZ Alkmaar (Nederland)              | 30 juli 2011 (FC Twente - AFC Ajax)              | 14 augustus 2011 (AFC Ajax - SC Heerenveen)    |
| 10 | Vlag van Nederland      | Siem de Jong         | 30 juni 2015 | 28 januari 1989   | Aigle (Zwitserland)                | Jeugdopleiding AFC Ajax (Nederland) | 26 september 2007 (Kozakken Boys - AFC Ajax)     | 7 oktober 2007 (Sparta - AFC Ajax)             |
| 11 | Vlag van Nederland      | Lorenzo Ebecilio     | 30 juni 2014 | 24 september 1991 | Hoorn (Nederland)                  | Jeugdopleiding AFC Ajax (Nederland) | 12 december 2010 (Vitesse - AFC Ajax)            | 3 maart 2011 (AFC Ajax - RKC Waalwijk)         |
| 19 | Vlag van Rusland        | Dmitri Boelykin      | 30 juni 2012 | 20 november 1979  | Moskou (Rusland)                   | RSC Anderlecht (België)             | 14 september 2011 (AFC Ajax - Olympique Lyon)    | 18 september 2011 (PSV - AFC Ajax)             |
| 21 | Vlag van Nederland      | Derk Boerrigter      | 30 juni 2014 | 16 oktober 1986   | Oldenzaal (Nederland)              | RKC Waalwijk (Nederland)            | 30 juli 2011 (FC Twente - AFC Ajax)              | 7 augustus 2011 (De Graafschap - AFC Ajax)     |
| 23 | Vlag van Armenië        | Aras Özbiliz         | 30 juni 2014 | 9 maart 1990      | Bakırköy (Turkije)                 | Jeugdopleiding AFC Ajax (Nederland) | 28 november 2010 (VVV-Venlo - AFC Ajax)          | 3 april 2011 (AFC Ajax - Heracles Almelo)      |
| 25 | Vlag van Zuid-Afrika    | Thulani Serero       | 30 juni 2015 | 11 april 1990     | Johannesburg (Zuid-Afrika)         | Ajax Cape Town (Zuid-Afrika)        | 7 augustus 2011 (De Graafschap - AFC Ajax)       | - -                                            |
| Jeugdspelers in AFC Ajax-selectie (spelers van Jong Ajax of Ajax A1 die meespeelden in wedstrijden van AFC Ajax) |                         |                      |              |                   |                                    |                                     |                                                  |                                                |
| 24 | Vlag van Marokko        | Mounir El Hamdaoui   | 30 juni 2014 | 14 juli 1984      | Rotterdam (Nederland)              | AZ (Nederland)                      | 8 augustus 2010 (FC Groningen - AFC Ajax)        | 8 augustus 2010 (FC Groningen - AFC Ajax)      |
| 31 | Vlag van Nederland      | Ruben Ligeon         | 30 juni 2016 | 24 mei 1992       | Amsterdam (Nederland)              | Jeugdopleiding AFC Ajax (Nederland) | 15 oktober 2011 (AFC Ajax - AZ)                  | - -                                            |
| 32 | Vlag van Nederland      | Stefano Denswil      | 30 juni 2015 | 7 mei 1993        | Zaandam (Nederland)                | Jeugdopleiding AFC Ajax (Nederland) | - -                                              | - -                                            |
| 33 | Vlag van Nederland      | Joeri de Kamps       | 30 juni 2013 | 10 februari 1992  | - (Nederland)                      | Jeugdopleiding AFC Ajax (Nederland) | - -                                              | - -                                            |
| 34 | Vlag van Nederland      | Ricardo van Rhijn    | 30 juni 2015 | 13 juni 1991      | Leiden (Nederland)                 | Jeugdopleiding AFC Ajax (Nederland) | 21 september 2011 (vv Noordwijk - AFC Ajax)      | - -                                            |
| 35 | Vlag van Nederland      | Dico Koppers         | 30 juni 2015 | 31 januari 1992   | Harmelen (Nederland)               | Jeugdopleiding AFC Ajax (Nederland) | 23 oktober 2011 (AFC Ajax - Feyenoord)           | - -                                            |
| 37 | Vlag van Congo-Kinshasa | Jody Lukoki          | 30 juni 2015 | 15 november 1992  | Kinshasa (Congo)                   | Jeugdopleiding AFC Ajax (Nederland) | 19 januari 2011 (AFC Ajax - Feyenoord)           | 29 oktober 2011 (Roda JC - AFC Ajax)           |
| 38 | Vlag van Nederland      | Yener Arıca          | 30 juni 2013 | 28 februari 1992  | Istanboel (Turkije)                | Jeugdopleiding AFC Ajax (Nederland) | - -                                              | - -                                            |
| 39 | Vlag van Nederland      | Davy Klaassen        | 30 juni 2016 | 21 februari 1993  | Hilversum (Nederland)              | Jeugdopleiding AFC Ajax (Nederland) | 22 november 2011 (Olympique Lyonnais - AFC Ajax) | 27 november 2011 (N.E.C. - AFC Ajax)           |
| 41 | Vlag van Nederland      | Lesly de Sa          | 30 juni 2016 | 2 april 1993      | Mijdrecht (Nederland)              | Jeugdopleiding AFC Ajax (Nederland) | 21 september 2011 (vv Noordwijk - AFC Ajax)      | 21 september 2011 (vv Noordwijk - AFC Ajax)    |
| 64 | Vlag van Nederland      | Ricardo Kip          | 30 juni 2012 | 15 maart 1992     | Zoetermeer (Nederland)             | Jeugdopleiding AFC Ajax (Nederland) | - -                                              | - -                                            |
| ' | Vlag van Denemarken     | Viktor Fischer       | 30 juni 2014 | 9 juni 1994       | Aarhus (Denemarken)                | Jeugdopleiding AFC Ajax (Nederland) | - -                                              | - -                                            |

## Transfers Spelers 2011/2012

#### Transferperiode zomer (1 juli 2011 tot en met 31 augustus 2011)

##### Aangetrokken
- De volgende spelers zijn aangetrokken door AFC Ajax.

|                      | Naam                     | Positie                  | Contract tot             | Vorige club (land)           | Transfersom              |
|                      | Terug van verhuurperiode | Terug van verhuurperiode | Terug van verhuurperiode | Terug van verhuurperiode     | Terug van verhuurperiode |
| -------------------- | ------------------------ | ------------------------ | ------------------------ | ---------------------------- | ------------------------ |
| Vlag van Nederland   | Jan-Arie van der Heijden | Middenvelder             | 30 juni 2013             | Willem II (Nederland)        | -                        |
| Vlag van Marokko     | Ismaïl Aissati           | Middenvelder             | 30 juni 2013             | Vitesse (Nederland)          | -                        |
|                      | Transfer                 |                          |                          |                              |                          |
| Vlag van Zuid-Afrika | Thulani Serero           | Aanvaller                | 30 juni 2015             | Ajax Cape Town (Zuid-Afrika) | € 2,5 miljoen            |
| Vlag van Nederland   | Theo Janssen             | Middenvelder             | 30 juni 2013             | FC Twente (Nederland)        | € 3,3 miljoen            |
| Vlag van Nederland   | Derk Boerrigter          | Aanvaller                | 30 juni 2014             | RKC Waalwijk (Nederland)     | € 500.000                |
| Vlag van IJsland     | Kolbeinn Sigþórsson      | Aanvaller                | 30 juni 2015             | AZ (Nederland)               | € 4 miljoen              |
| Vlag van Nederland   | Jasper Cillessen         | Doelman                  | 30 juni 2016             | N.E.C. (Nederland)           | € 3,3 miljoen            |
|                      | Transfervrij             |                          |                          |                              |                          |
| Vlag van België      | Mats Rits                | Middenvelder             | 30 juni 2013             | Germinal Beerschot (België)  | -                        |
| Vlag van Rusland     | Dmitri Boelykin          | Aanvaller                | 30 juni 2012             | RSC Anderlecht (België)      | -                        |

##### Vertrokken
- De volgende spelers zijn vertrokken bij AFC Ajax.

|                     | Naam                     | Positie      | Nieuwe club (land)             | Transfersom   |
|                     | Verkocht                 | Verkocht     | Verkocht                       | Verkocht      |
| ------------------- | ------------------------ | ------------ | ------------------------------ | ------------- |
| Vlag van Nederland  | Maarten Stekelenburg     | Doelman      | AS Roma (Italië)               | € 6,3 miljoen |
| Vlag van Nederland  | Demy de Zeeuw            | Middenvelder | Spartak Moskou (Rusland)       | € 6 miljoen   |
| Vlag van Nederland  | Sergio Padt              | Doelman      | AA Gent (België)               | n.b.          |
|                     | Transfervrij             |              |                                |               |
| Vlag van Nederland  | Mitchell Donald          | Middenvelder | Roda JC Kerkrade (Nederland)   | -             |
| Vlag van Nederland  | Evander Sno              | Middenvelder | RKC Waalwijk (Nederland)       | -             |
| Vlag van Nederland  | Rob Wielaert             | Verdediger   | Roda JC Kerkrade (Nederland)   | -             |
| Vlag van Zuid-Korea | Suk Hyun-jun             | Aanvaller    | FC Groningen (Nederland)       | -             |
| Vlag van Kameroen   | Thimothée Atouba         | Verdediger   | NNB                            | -             |
| Vlag van Nederland  | Ronald Graafland         | Doelman      | Feyenoord (Nederland)          | -             |
| Vlag van Spanje     | Oleguer                  | Verdediger   | NNB                            | -             |
| Vlag van Zweden     | Rasmus Lindgren          | Middenvelder | Red Bull Salzburg (Oostenrijk) | -             |
| Vlag van Nederland  | Tom Overtoom             | middenvelder | Sparta Rotterdam (Nederland)   | -             |
| Vlag van Nederland  | Marvin Zeegelaar         | Aanvaller    | RCD Espanyol (Spanje)          | -             |
| Vlag van Nederland  | Jan-Arie van der Heijden | Middenvelder | Vitesse (Nederland)            | -             |

|                     | Naam                | Positie      | Contract tot | Verhuurd aan (land)            | Verhuurd tot |
|                     | Verhuurd            | Verhuurd     | Verhuurd     | Verhuurd                       | Verhuurd     |
| ------------------- | ------------------- | ------------ | ------------ | ------------------------------ | ------------ |
| Vlag van Nederland  | Florian Jozefzoon   | Aanvaller    | 30 juni 2012 | NAC Breda (Nederland)          | 30 juni 2012 |
| Vlag van Nederland  | Roly Bonevacia      | Middenvelder | 30 juni 2013 | NAC Breda (Nederland)          | 30 juni 2012 |
| Vlag van Argentinië | Darío Cvitanich     | Aanvaller    | 30 juni 2013 | Boca Juniors (Argentinië)      | 30 juni 2012 |
| Vlag van Nederland  | Geoffrey Castillion | Aanvaller    | 30 juni 2013 | RKC Waalwijk (Nederland)       | 30 juni 2012 |
| Vlag van Nederland  | Rodney Sneijder     | Middenvelder | 30 juni 2013 | FC Utrecht (Nederland)         | 30 juni 2012 |
| Vlag van Nederland  | Marco Bizot         | Doelman      | 30 juni 2012 | Cambuur Leeuwarden (Nederland) | 30 juni 2012 |

ADO Den Haag ·
Ajax ·
AZ ·
Excelsior ·
Feyenoord ·
De Graafschap ·
FC Groningen ·
sc Heerenveen ·
Heracles Almelo ·
NAC Breda ·
N.E.C. ·
PSV ·
RKC Waalwijk ·
Roda JC Kerkrade ·
FC Twente ·
FC Utrecht ·
Vitesse ·
VVV-Venlo
1900—1911 · 1911/12 · 1912—1954 · 1954/55 · 1955/56 · 1956/57 · 1957—1970 · 1970/71 · 1971/72 · 1972—1994 · 1994/95 · 1995—1998 · 1998/99 · 1999/00 · 2000/01 · 2001/02 · 2002/03 · 2003/04 · 2004/05 · 2005/06 · 2006/07 · 2007/08 · 2008/09 · 2009/10 · 2010/11 · 2011/12 · 2012/13 · 2013/14 · 2014/15 · 2015/16 · 2016/17 · 2017/18 · 2018/19 · 2019/20 · 2020/21 · 2021/22 · 2022/23 · 2023/24 · 2024/25